# Torneo Argentino A 2013-14
El Torneo Argentino A 2013-14 fue la decimonovena y última temporada de dicha competencia, perteneciente a la tercera división del fútbol argentino. En la misma, no hay equipos descendidos de la Primera B Nacional, dado que ningún equipo de los clubes indirectamente afiliados a la AFA ocupó posiciones de descenso. Los equipos ascendidos desde el Torneo Argentino B fueron Chaco For Ever, la CAI que regresó tras su descenso en la temporada 2011/12 y los debutantes en la categoría: Sportivo Estudiantes (SL) y Juventud Unida (G). 
Se consagró campeón, y con ello logró el primer ascenso a la Primera B Nacional, el Club y Biblioteca Ramón Santamarina, de la Liga Tandilense. El segundo ascenso fue para el Club Deportivo Guaraní Antonio Franco, de la Liga Posadeña.

## Ascensos y descensos
- Equipos salientes

| Zona       | Descendidos del Argentino A 2012/13 |
| ---------- | ----------------------------------- |
| Sur        | Desamparados                        |
| Norte      | Racing (C)                          |
| Interzonal | Alumni (VM)                         |

| Posición        | Ascendidos del Argentino A 2012/13 |
| --------------- | ---------------------------------- |
| Campeón         | Talleres (C)                       |
| Segundo ascenso | Sportivo Belgrano                  |

- Equipos entrantes

| Posición       | Ascendidos del Argentino B 2012/13 |
| -------------- | ---------------------------------- |
| Campeón        | CAI                                |
| Campeón        | Chaco For Ever                     |
| Campeón        | Sportivo Estudiantes (SL)          |
| Cuarto ascenso | Juventud Unida (G)                 |

| Descendidos de la Primera B Nacional 2012/13 |
| -------------------------------------------- |
| No hubo                                      |

De esta manera, el número de equipos participantes disminuyó a 24.

## Sistema de disputa
Concluida la primera fase, donde los equipos compiten dentro de su respectiva zona en dos ruedas de todos contra todos, clasifican 9 de ellos al nonagonal y el resto al repechaje. El ganador del primero obtiene el primer ascenso a la B Nacional . En caso de existir igualdad de puntos en el primer puesto al término de la disputa, es de aplicación el art. 111.º del Reglamento General de la AFA, que establece la realización de partido/s de desempate..
El segundo cupo lo obtiene el vencedor de una eliminatoria que disputan los dos clasificados de cada grupo de la fase reválida y los 8 equipos restantes del nonagonal.

### Régimen de descenso
Finalizada la fase reválida se confeccionó por cada zona la tabla general de posiciones (suma de puntos de la primera fase y del repechaje). Los equipos que se ubicaron en la última posición de cada una de las tablas descendieron al Torneo Federal B, con un total de tres clubes. En todos los casos de empates en puntos de dos o más equipos de la misma zona, a los fines de determinar el descenso, se realizarán partidos definitorios entre ellos, de acuerdo con lo establecido en el art. 111 del Reglamento General de la AFA.

## Equipos participantes
| Zona                                          | Equipo                 | Ciudad              | Provincia                                      | Estadio       | Capacidad                      | Liga de Origen |
| --------------------------------------------- | ---------------------- | ------------------- | ---------------------------------------------- | ------------- | ------------------------------ | -------------- |
| Norte                                         |                        |                     |                                                |               |                                |                |
| Centro Juventud Antoniana                     | Salta                  | Salta               | Fray Honorato Pistoia Padre Ernesto Martearena | 11 000 20 408 | Liga Salteña                   |                |
| Club Atlético Central Córdoba                 | Santiago del Estero    | Santiago del Estero | Alfredo Terrera                                | 16 000        | Liga Santiagueña               |                |
| Club Atlético Central Norte                   | Salta                  | Salta               | Dr. Luis Güemes Padre Ernesto Martearena       | 4000 20 408   | Liga Salteña                   |                |
| Club Atlético Chaco For Ever                  | Resistencia            | Chaco               | Juan Alberto García                            | 20 000        | Liga Chaqueña                  |                |
| Club Atlético San Martín                      | San Miguel de Tucumán  | Tucumán             | La Ciudadela                                   | 25 000        | Liga Tucumana                  |                |
| Club Atlético Tiro Federal Argentino          | Rosario                | Santa Fe            | Fortín de Ludueña                              | 10 000        | Liga Rosarina                  |                |
| Club Deportivo Guaraní Antonio Franco         | Posadas                | Misiones            | Clemente A. F. de Oliveira                     | 12 000        | Liga Posadeña                  |                |
| Club Deportivo Libertad                       | Sunchales              | Santa Fe            | Hogar de los Tigres                            | 5000          | Liga Rafaelina                 |                |
| Club Gimnasia y Esgrima                       | Concepción del Uruguay | Entre Ríos          | Manuel y Ramón Núñez                           | 9000          | Liga de Concepción del Uruguay |                |
| Club Gimnasia y Tiro                          | Salta                  | Salta               | El Gigante del Norte                           | 24 300        | Liga Salteña                   |                |
| Club Social y Deportivo San Jorge             | San Miguel de Tucumán  | Tucumán             | Senador Luis Cruz                              | 7000          | Liga Tucumana                  |                |
| Club Social y Deportivo Juventud Unida        | Gualeguaychú           | Entre Ríos          | De los Eucaliptos                              | 3500          | Liga de Gualeguaychú           |                |
| Sur                                           |                        |                     |                                                |               |                                |                |
| Club Atlético Alvarado                        | Mar del Plata          | Buenos Aires        | José María Minella                             | 35 354        | Liga Marplatense de Fútbol     |                |
| Club Atlético Juventud Unida Universitario    | San Luis               | San Luis            | Juan Gilberto Funes Mario Sebastián Diez       | 15 000 7000   | Liga Sanluiseña                |                |
| Club Atlético Unión                           | Mar del Plata          | Buenos Aires        | José María Minella                             | 35 354        | Liga Marplatense               |                |
| Club Atlético y Social Defensores de Belgrano | Villa Ramallo          | Buenos Aires        | Salomón Boeseldín                              | 3000          | Liga Nicoleña                  |                |
| Club Cipolletti                               | Cipolletti             | Río Negro           | La Visera de Cemento                           | 12 000        | Liga Deportiva Confluencia     |                |
| Club Deportivo Maipú                          | Maipú                  | Mendoza             | Omar Higinio Sperdutti                         | 8000          | Liga Mendocina                 |                |
| Club Rivadavia                                | Lincoln                | Buenos Aires        | El Coliseo                                     | 10 000        | Liga Deportiva del Oeste       |                |
| Club Social y Atlético Guillermo Brown        | Puerto Madryn          | Chubut              | Raúl Conti                                     | 15 000        | Liga del Valle del Chubut      |                |
| Club Sportivo Estudiantes                     | San Luis               | San Luis            | Héctor Odicino - Pedro Benoza                  | 12 000        | Liga Sanluiseña                |                |
| Club y Biblioteca Ramón Santamarina           | Tandil                 | Buenos Aires        | Municipal General San Martín                   | 12000         | Liga Tandilense                |                |
| Comisión de Actividades Infantiles            | Comodoro Rivadavia     | Chubut              | Municipal de Comodoro Rivadavia                | 12 300        | Liga de Comodoro Rivadavia     |                |
| Racing Athletic Club                          | Olavarría              | Buenos Aires        | José Buglione Martinese                        | 11 000        | Liga de Olavarría              |                |

### Distribución geográfica
| Provincia           | Cant. | Equipos                                                                                     |
| ------------------- | ----- | ------------------------------------------------------------------------------------------- |
| Buenos Aires        | 6     | Alvarado, Defensores de Belgrano (VR), Racing (O), Rivadavia (L), Santamarina y Unión (MdP) |
| Salta               | 3     | Central Norte (S), Gimnasia y Tiro (S) y Juventud Antoniana                                 |
| Chubut              | 2     | CAI y Guillermo Brown                                                                       |
| Entre Ríos          | 2     | Gimnasia y Esgrima (CdU) y Juventud Unida (G)                                               |
| San Luis            | 2     | Sportivo Estudiantes (SL) y Juventud Unida Universitario                                    |
| Santa Fe            | 2     | Libertad (S) y Tiro Federal (R)                                                             |
| Tucumán             | 2     | San Jorge y San Martín                                                                      |
| Chaco               | 1     | Chaco For Ever                                                                              |
| Mendoza             | 1     | Deportivo Maipú                                                                             |
| Misiones            | 1     | Guaraní Antonio Franco                                                                      |
| Río Negro           | 1     | Cipolletti                                                                                  |
| Santiago del Estero | 1     | Central Córdoba (SdE)                                                                       |
| Total               | 24    |                                                                                             |

## Primera fase
Los equipos se dividieron en dos zonas, Norte y Sur, de las que pasaron todos a la segunda fase: los cuatro primeros de cada una y el mejor quinto al nonagonal final, y los restantes a la reválida.

### Zona Norte

#### Tabla de posiciones final
| Pos  | Equipo                                      | Pts | PJ | PG | PE | PP | GF | GC | Dif |
| ---- | ------------------------------------------- | --- | -- | -- | -- | -- | -- | -- | --- |
| 1.º  | Tiro Federal (Rosario)                      | 35  | 22 | 9  | 8  | 5  | 30 | 20 | 10  |
| 2.º  | Guaraní Antonio Franco                      | 35  | 22 | 10 | 5  | 7  | 19 | 20 | -1  |
| 3.º  | San Martín (Tucumán)                        | 34  | 22 | 8  | 10 | 4  | 21 | 16 | 5   |
| 4.º  | Juventud Unida (Gualeguaychú)               | 34  | 22 | 10 | 4  | 8  | 22 | 19 | 3   |
| 5.º  | Central Córdoba (Santiago del Estero)       | 31  | 22 | 8  | 7  | 7  | 23 | 23 | 0   |
| 6.º  | San Jorge (Tucumán)                         | 31  | 22 | 9  | 4  | 9  | 22 | 23 | -1  |
| 7.º  | Juventud Antoniana                          | 30  | 22 | 7  | 9  | 6  | 21 | 17 | 4   |
| 8.º  | Libertad (Sunchales)                        | 30  | 22 | 7  | 9  | 6  | 22 | 19 | 3   |
| 9.º  | Central Norte (Salta)                       | 26  | 22 | 6  | 8  | 8  | 26 | 27 | -1  |
| 10.º | Gimnasia y Esgrima (Concepción del Uruguay) | 25  | 22 | 7  | 4  | 11 | 25 | 36 | -11 |
| 11.º | Gimnasia y Tiro (Salta)                     | 21  | 22 | 5  | 6  | 11 | 26 | 30 | -4  |
| 12.º | Chaco For Ever                              | 21  | 22 | 3  | 12 | 7  | 24 | 31 | -7  |

|  | Clasificado al nonagonal.  |
|  | Clasificado a la reválida. |

#### Resultados
| San Jorge (T)            | 1 - 0 | Central Norte (S)      | Monumental José Fierro   | 17 de agosto | 16:05 |
| Libertad (S)             | 2 - 0 | Guaraní Antonio Franco | Hogar de los Tigres      | 18 de agosto | 15:30 |
| Gimnasia y Esgrima (CdU) | 1 - 0 | Central Córdoba (SdE)  | Manuel y Ramón Núñez     | 18 de agosto | 15:35 |
| Chaco For Ever           | 1 - 2 | Juventud Unida (G)     | Juan Alberto García      | 18 de agosto | 16:25 |
| Juventud Antoniana       | 1 - 0 | San Martín (T)         | Padre Ernesto Martearena | 18 de agosto | 18:30 |
| Gimnasia y Tiro (S)      | 2 - 1 | Tiro Federal (R)       | El Gigante del Norte     | 18 de agosto | 19:30 |

| Juventud Unida (G)     | 1 - 0 | San Jorge (T)            | De los Eucaliptos          | 25 de agosto | 16:05 |
| Gimnasia y Tiro (S)    | 0 - 1 | Gimnasia y Esgrima (CdU) | El Gigante del Norte       | 25 de agosto | 16:30 |
| Central Norte (S)      | 0 - 1 | Central Córdoba (SdE)    | Padre Ernesto Martearena   | 25 de agosto | 17:00 |
| San Martín (T)         | 0 - 0 | Libertad (S)             | La Ciudadela               | 25 de agosto | 17:35 |
| Tiro Federal (R)       | 0 - 0 | Juventud Antoniana       | Fortín de Ludueña          | 25 de agosto | 18:30 |
| Guaraní Antonio Franco | 0 - 0 | Chaco For Ever           | Clemente A. F. de Oliveira | 26 de agosto | 16:15 |

| San Jorge (T)            | 2 - 0 | Guaraní Antonio Franco | Monumental José Fierro   | 31 de agosto    | 16:05 |
| Libertad (S)             | 0 - 0 | Tiro Federal (R)       | Hogar de los Tigres      | 1 de septiembre | 15:30 |
| Gimnasia y Esgrima (CdU) | 2 - 1 | Central Norte (S)      | Manuel y Ramón Núñez     | 1 de septiembre | 15:35 |
| Central Córdoba (SdE)    | 1 - 0 | Juventud Unida (G)     | Alfredo Terrera          | 1 de septiembre | 16:00 |
| Chaco For Ever           | 0 - 2 | San Martín (T)         | Juan Alberto García      | 1 de septiembre | 16:30 |
| Juventud Antoniana       | 0 - 0 | Gimnasia y Tiro (S)    | Padre Ernesto Martearena | 1 de septiembre | 17:00 |

| Gimnasia y Tiro (S)    | 1 - 2 | Libertad (S)             | El Gigante del Norte       | 6 de septiembre | 22:00 |
| San Martín (T)         | 0 - 1 | San Jorge (T)            | La Ciudadela               | 7 de septiembre | 18:00 |
| Tiro Federal (R)       | 2 - 2 | Chaco For Ever           | Fortín de Ludueña          | 7 de septiembre | 18:30 |
| Guaraní Antonio Franco | 4 - 1 | Central Córdoba (Sde)    | Clemente A. F. de Oliveira | 8 de septiembre | 16:00 |
| Juventud Unida (G)     | 2 - 1 | Central Norte (S)        | De los Eucaliptos          | 8 de septiembre | 16:00 |
| Juventud Antoniana     | 4 - 1 | Gimnasia y Esgrima (CdU) | Padre Ernesto Martearena   | 8 de septiembre | 17:00 |

| San Jorge (T)            | 1 - 0 | Tiro Federal (R)       | Monumental José Fierro   | 14 de septiembre | 16:00 |
| Central Norte (S)        | 0 - 0 | Guaraní Antonio Franco | Padre Ernesto Martearena | 14 de septiembre | 21:20 |
| Gimnasia y Esgrima (CdU) | 0 - 2 | Juventud Unida (G)     | Manuel y Ramón Núñez     | 15 de septiembre | 16:05 |
| Libertad (S)             | 2 - 2 | Juventud Antoniana     | Hogar de los Tigres      | 15 de septiembre | 16:30 |
| Chaco For Ever           | 2 - 2 | Gimnasia y Tiro (S)    | Juan Alberto García      | 15 de septiembre | 17:30 |
| Central Córdoba (Sde)    | 0 - 0 | San Martín (T)         | Alfredo Terrera          | 15 de septiembre | 18:00 |

| Juventud Antoniana     | 2 - 2 | Chaco For Ever           | Padre Ernesto Martearena   | 20 de septiembre | 22:00 |
| Gimnasia y Tiro (S)    | 4 - 2 | San Jorge (T)            | El Gigante del Norte       | 20 de septiembre | 22:05 |
| Tiro Federal (R)       | 2 - 2 | Central Córdoba (Sde)    | Fortín de Ludueña          | 22 de septiembre | 11:00 |
| Guaraní Antonio Franco | 0 - 0 | Juventud Unida (G)       | Clemente A. F. de Oliveira | 22 de septiembre | 16:00 |
| Libertad (S)           | 2 - 0 | Gimnasia y Esgrima (CdU) | Hogar de los Tigres        | 22 de septiembre | 16:30 |
| San Martín (T)         | 1 - 1 | Central Norte (S)        | La Ciudadela               | 22 de septiembre | 17:10 |

| San Jorge (T)            | 1 - 0 | Juventud Antoniana     | La Ciudadela             | 28 de septiembre | 16:15 |
| Juventud Unida (G)       | 1 - 2 | San Martín (T)         | De los Eucaliptos        | 29 de septiembre | 16:15 |
| Gimnasia y Esgrima (CdU) | 0 - 1 | Guaraní Antonio Franco | Manuel y Ramón Núñez     | 29 de septiembre | 16:30 |
| Central Norte (S)        | 1 - 1 | Tiro Federal (R)       | Padre Ernesto Martearena | 29 de septiembre | 16:30 |
| Central Córdoba (SdE)    | 1 - 0 | Gimnasia y Tiro (S)    | Alfredo Terrera          | 29 de septiembre | 18:00 |
| Chaco For Ever           | 0 - 0 | Libertad (S)           | Juan Alberto García      | 29 de septiembre | 18:00 |

| Juventud Antoniana  | 0 - 0 | Central Córdoba (Sde)    | Padre Ernesto Martearena | 4 de octubre]] | 21:30 |
| Chaco For Ever      | 4 - 4 | Gimnasia y Esgrima (CdU) | Juan Alberto García      | 4 de octubre]] | 21:35 |
| Gimnasia y Tiro (S) | 2 - 2 | Central Norte (S)        | El Gigante del Norte     | 4 de octubre]] | 22:10 |
| Tiro Federal (R)    | 1 - 0 | Juventud Unida (G)       | Fortín de Ludueña        | 6 de octubre]] | 11:05 |
| Libertad (S)        | 1 - 0 | San Jorge (T)            | Hogar de los Tigres      | 6 de octubre]] | 15:30 |
| San Martín (T)      | 1 - 3 | Guaraní Antonio Franco   | La Ciudadela             | 6 de octubre]] | 16:05 |

| San Jorge (T)            | 0 - 1 | Chaco For Ever      | Monumental José Fierro     | 12 de octubre]] | 16:30 |
| Gimnasia y Esgrima (CdU) | 1 - 2 | San Martín (T)      | Manuel y Ramón Núñez       | 12 de octubre]] | 21:15 |
| Guaraní Antonio Franco   | 0 - 2 | Tiro Federal (R)    | Clemente A. F. de Oliveira | 13 de octubre]] | 15:45 |
| Central Córdoba (Sde)    | 1 - 3 | Libertad (S)        | Alfredo Terrera            | 13 de octubre]] | 16:00 |
| Juventud Unida (G)       | 3 - 0 | Gimnasia y Tiro (S) | De los Eucaliptos          | 13 de octubre]] | 16:30 |
| Central Norte (S)        | 2 - 0 | Juventud Antoniana  | Padre Ernesto Martearena   | 13 de octubre]] | 17:15 |

| Chaco For Ever      | 1 - 0 | Central Córdoba (Sde)    | Juan Alberto García      | 18 de octubre]] | 21:30 |
| Tiro Federal (R)    | 1 - 0 | San Martín (T)           | Fortín de Ludueña        | 19 de octubre]] | 11:05 |
| San Jorge (T)       | 2 - 0 | Gimnasia y Esgrima (CdU) | Senador Luis Cruz        | 19 de octubre]] | 16:30 |
| Libertad (S)        | 3 - 1 | Central Norte (S)        | Hogar de los Tigres      | 20 de octubre]] | 16:30 |
| Gimnasia y Tiro (S) | 0 - 0 | Guaraní Antonio Franco   | El Gigante del Norte     | 20 de octubre]] | 17:00 |
| Juventud Antoniana  | 2 - 1 | Juventud Unida (G)       | Padre Ernesto Martearena | 20 de octubre]] | 18:00 |

| Central Norte (S)        | 3 - 3 | Chaco For Ever      | Padre Ernesto Martearena   | 25 de octubre]] | 22:10 |
| Gimnasia y Esgrima (CdU) | 3 - 2 | Tiro Federal (R)    | Manuel y Ramón Núñez       | 29 de octubre]] | 21:05 |
| San Martín (T)           | 1 - 0 | Gimnasia y Tiro (S) | La Ciudadela               | 29 de octubre]] | 21:30 |
| Central Córdoba (Sde)    | 1 - 1 | San Jorge (T)       | Alfredo Terrera            | 29 de octubre]] | 22:00 |
| Juventud Unida (G)       | 2 - 1 | Libertad (S)        | De los Eucaliptos          | 30 de octubre]] | 14:05 |
| Guaraní Antonio Franco   | 1 - 0 | Juventud Antoniana  | Clemente A. F. de Oliveira | 30 de octubre]] | 20:45 |

| San Martín (T)         | 1 - 0 | Juventud Antoniana       | La Ciudadela               | 2 de noviembre | 18:05 |
| Central Norte (S)      | 2 - 0 | San Jorge (T)            | El Gigante del Norte       | 2 de noviembre | 19:05 |
| Tiro Federal (R)       | 1 - 1 | Gimnasia y Tiro (S)      | Fortín de Ludueña          | 3 de noviembre | 10:00 |
| Juventud Unida (G)     | 1 - 0 | Chaco For Ever           | De los Eucaliptos          | 3 de noviembre | 16:50 |
| Guaraní Antonio Franco | 1 - 0 | Libertad (S)             | Clemente A. F. de Oliveira | 3 de noviembre | 17:00 |
| Central Córdoba (Sde)  | 1 - 0 | Gimnasia y Esgrima (CdU) | Alfredo Terrera            | 3 de noviembre | 18:00 |

| San Jorge (T)            | 0 - 0 | Juventud Unida (G)     | Monumental José Fierro   | 10 de noviembre | 17:35 |
| Chaco For Ever           | 0 - 0 | Guaraní Antonio Franco | Juan Alberto García      | 10 de noviembre | 18:30 |
| Central Córdoba (Sde)    | 1 - 0 | Central Norte (S)      | Alfredo Terrera          | 10 de noviembre | 18:30 |
| Libertad (S)             | 1 - 1 | San Martín (T)         | Hogar de los Tigres      | 10 de noviembre | 18:30 |
| Gimnasia y Esgrima (CdU) | 4 - 3 | Gimnasia y Tiro (S)    | Manuel y Ramón Núñez     | 10 de noviembre | 20:30 |
| Juventud Antoniana       | 2 - 1 | Tiro Federal (R)       | Padre Ernesto Martearena | 11 de noviembre | 22:00 |

| Central Norte (S)      | 3 - 0 | Gimnasia y Esgrima (CdU) | El Gigante del Norte       | 15 de noviembre | 22:05 |
| Tiro Federal (R)       | 3 - 0 | Libertad (S)             | Fortín de Ludueña          | 17 de noviembre | 09:00 |
| Juventud Unida (G)     | 2 - 1 | Central Córdoba (Sde)    | De los Eucaliptos          | 17 de noviembre | 17:00 |
| Guaraní Antonio Franco | 2 - 1 | San Jorge (T)            | Clemente A. F. de Oliveira | 17 de noviembre | 19:00 |
| Gimnasia y Tiro (S)    | 2 - 3 | Juventud Antoniana       | El Gigante del Norte       | 17 de noviembre | 19:00 |
| San Martín (T)         | 3 - 1 | Chaco For Ever           | La Ciudadela               | 17 de noviembre | 19:05 |

| Libertad (S)             | 1 - 1 | Gimnasia y Tiro (S)    | Hogar de los Tigres      | 24 de noviembre | 17:30 |
| Chaco For Ever           | 1 - 2 | Tiro Federal (R)       | Juan Alberto García      | 24 de noviembre | 19:00 |
| Central Norte (S)        | 2 - 0 | Juventud Unida (G)     | Padre Ernesto Martearena | 24 de noviembre | 19:00 |
| San Jorge (T)            | 0 - 0 | San Martín (T)         | La Ciudadela             | 24 de noviembre | 20:00 |
| Central Córdoba (Sde)    | 4 - 0 | Guaraní Antonio Franco | Alfredo Terrera          | 24 de noviembre | 20:30 |
| Gimnasia y Esgrima (CdU) | 0 - 0 | Juventud Antoniana     | Manuel y Ramón Núñez     | 24 de noviembre | 20:30 |

| San Martín (T)         | 1 - 1 | Central Córdoba (Sde)    | La Ciudadela               | 30 de noviembre | 21:00 |
| Tiro Federal (R)       | 1 - 0 | San Jorge (T)            | Fortín de Ludueña          | 1 de diciembre  | 09:10 |
| Juventud Unida (G)     | 0 - 1 | Gimnasia y Esgrima (CdU) | De Los Eucaliptus          | 1 de diciembre  | 17:10 |
| Gimnasia y Tiro (S)    | 1 - 0 | Chaco For Ever           | El Gigante del Norte       | 1 de diciembre  | 19:00 |
| Juventud Antoniana     | 0 - 0 | Libertad (S)             | Padre Ernesto Martearena   | 1 de diciembre  | 19:30 |
| Guaraní Antonio Franco | 3 - 1 | Central Norte (S)        | Clemente A. F. de Oliveira | 1 de diciembre  | 19:30 |

| Central Norte (S)        | 2 - 2 | San Martín (T)         | Padre Ernesto Martearena | 6 de diciembre | 22:05 |
| Gimnasia y Esgrima (CdU) | 0 - 0 | Libertad (S)           | Manuel y Ramón Núñez     | 7 de diciembre | 21:00 |
| Chaco For Ever           | 0 - 0 | Juventud Antoniana     | Juan Alberto García      | 7 de diciembre | 21:50 |
| Juventud Unida (G)       | 0 - 1 | Guaraní Antonio Franco | De Los Eucaliptus        | 8 de diciembre | 17:15 |
| Central Córdoba (Sde)    | 0 - 0 | Tiro Federal (R)       | Alfredo Terrera          | 8 de diciembre | 21:00 |
| San Jorge (T)            | 2 - 1 | Gimnasia y Tiro (S)    | Monumental José Fierro   | 9 de diciembre | 18:00 |

| San Martín (T)         | 1 - 1 | Juventud Unida (G)       | La Ciudadela               | 8 de febrero | 20:35 |
| Tiro Federal (R)       | 3 - 0 | Central Norte (S)        | Fortín de Ludueña          | 9 de febrero | 09:05 |
| Gimnasia y Tiro (S)    | 3 - 0 | Central Córdoba (Sde)    | El Gigante del Norte       | 9 de febrero | 18:00 |
| Juventud Antoniana     | 2 - 0 | San Jorge (T)            | Padre Ernesto Martearena   | 9 de febrero | 18:00 |
| Libertad (S)           | 2 - 0 | Chaco For Ever           | Hogar de los Tigres        | 9 de febrero | 18:30 |
| Guaraní Antonio Franco | 1 - 0 | Gimnasia y Esgrima (CdU) | Clemente A. F. de Oliveira | 9 de febrero | 19:00 |

| San Jorge (T)            | 2 - 0 | Libertad (S)        | Monumental José Fierro     | 15 de febrero | 18:05 |
| Juventud Unida (G)       | 1 - 0 | Tiro Federal (R)    | De Los Eucaliptus          | 16 de febrero | 17:00 |
| Central Norte (S)        | 1 - 0 | Gimnasia y Tiro (S) | Padre Ernesto Martearena   | 16 de febrero | 18:15 |
| Guaraní Antonio Franco   | 0 - 1 | San Martín (T)      | Clemente A. F. de Oliveira | 16 de febrero | 19:00 |
| Gimnasia y Esgrima (CdU) | 1 - 2 | Chaco For Ever      | Manuel y Ramón Núñez       | 16 de febrero | 20:00 |
| Central Córdoba (SdE)    | 2 - 0 | Juventud Antoniana  | Alfredo Terrera            | 16 de febrero | 20:00 |

| Chaco For Ever      | 1 - 1 | San Jorge (T)            | Juan Alberto García      | 21 de febrero | 21:30 |
| Gimnasia y Tiro (S) | 3 - 1 | Juventud Unida (G)       | El Gigante del Norte     | 21 de febrero | 22:00 |
| Tiro Federal (R)    | 2 - 1 | Guaraní Antonio Franco   | Fortín de Ludueña        | 23 de febrero | 09:05 |
| Juventud Antoniana  | 0 - 0 | Central Norte (S)        | Padre Ernesto Martearena | 23 de febrero | 17:00 |
| Libertad (S)        | 0 - 1 | Central Córdoba (SdE)    | Hogar de los Tigres      | 23 de febrero | 17:30 |
| San Martín (T)      | 0 - 0 | Gimnasia y Esgrima (CdU) | La Ciudadela             | 23 de febrero | 19:00 |

| Juventud Unida (G)       | 1 - 0 | Juventud Antoniana  | De Los Eucaliptus          | 2 de marzo | 17:00 |
| Central Norte (S)        | 2 - 1 | Libertad (S)        | Padre Ernesto Martearena   | 2 de marzo | 17:15 |
| Central Córdoba (SdE)    | 2 - 2 | Chaco For Ever      | Alfredo Terrera            | 2 de marzo | 19:00 |
| San Martín (T)           | 1 - 1 | Tiro Federal (R)    | La Ciudadela               | 2 de marzo | 19:00 |
| Guaraní Antonio Franco   | 1 - 0 | Gimnasia y Tiro (S) | Clemente A. F. de Oliveira | 2 de marzo | 19:00 |
| Gimnasia y Esgrima (CdU) | 4 - 2 | San Jorge (T)       | Manuel y Ramón Núñez       | 2 de marzo | 21:05 |

| Tiro Federal (R)    | 4 - 2 | Gimnasia y Esgrima (CdU) | Fortín de Ludueña        | 9 de marzo | 17:00 |
| Gimnasia y Tiro (S) | 0 - 1 | San Martín (T)           | El Gigante del Norte     | 9 de marzo | 17:00 |
| Libertad (S)        | 1 - 1 | Juventud Unida (G)       | Hogar de los Tigres      | 9 de marzo | 17:00 |
| San Jorge (T)       | 3 - 2 | Central Córdoba (SdE)    | Monumental José Fierro   | 9 de marzo | 17:20 |
| Juventud Antoniana  | 3 - 0 | Guaraní Antonio Franco   | Padre Ernesto Martearena | 9 de marzo | 17:30 |
| Chaco For Ever      | 1 - 1 | Central Norte (S)        | Juan Alberto García      | 9 de marzo | 18:00 |

### Zona Sur

#### Tabla de posiciones final
| Pos  | Equipo                                 | Pts | PJ | PG | PE | PP | GF | GC | Dif |
| ---- | -------------------------------------- | --- | -- | -- | -- | -- | -- | -- | --- |
| 1.º  | Ramón Santamarina                      | 45  | 22 | 13 | 6  | 3  | 33 | 21 | 12  |
| 2.º  | Juventud Unida Universitario           | 38  | 22 | 11 | 5  | 6  | 35 | 20 | 15  |
| 3.º  | Defensores de Belgrano (Villa Ramallo) | 37  | 22 | 11 | 4  | 7  | 34 | 23 | 11  |
| 4.º  | Guillermo Brown                        | 33  | 22 | 9  | 6  | 7  | 31 | 24 | 7   |
| 5.º  | CAI                                    | 33  | 22 | 10 | 3  | 9  | 37 | 33 | 4   |
| 6.º  | Cipolletti                             | 32  | 22 | 9  | 5  | 8  | 29 | 25 | 4   |
| 7.º  | Deportivo Maipú                        | 29  | 22 | 7  | 8  | 7  | 24 | 32 | -8  |
| 8.º  | Unión (Mar del Plata)                  | 28  | 22 | 7  | 7  | 8  | 26 | 27 | -1  |
| 9.º  | Alvarado                               | 27  | 22 | 6  | 9  | 7  | 13 | 16 | -3  |
| 10.º | Sportivo Estudiantes (San Luis)        | 27  | 22 | 7  | 6  | 9  | 28 | 32 | -4  |
| 11.º | Racing (Olavarría)                     | 18  | 22 | 4  | 6  | 12 | 22 | 37 | -15 |
| 12.º | Rivadavia (Lincoln)                    | 15  | 22 | 4  | 3  | 15 | 18 | 40 | -22 |

|  | Clasificado al nonagonal.  |
|  | Clasificado a la reválida. |

#### Resultados
| Sportivo Estudiantes (SL)   | 0 - 1 | Alvarado        | Héctor Odicino - Pedro Benoza   | 16 de agosto | 21:40 |
| CAI                         | 2 - 0 | Cipolletti      | Municipal de Comodoro Rivadavia | 18 de agosto | 15:05 |
| Unión (MdP)                 | 2 - 0 | Juventud U.U    | José María Minella              | 18 de agosto | 15:30 |
| Defensores de Belgrano (VR) | 2 - 2 | Santamarina     | Salomón Boeseldín               | 18 de agosto | 16:05 |
| Racing (O)                  | 2 - 1 | Rivadavia (L)   | José Buglione Martinese         | 18 de agosto | 16:05 |
| Deportivo Maipú             | 2 - 0 | Guillermo Brown | Malvinas Argentinas             | 19 de agosto | 16:10 |

| Rivadavia (L)   | 1 - 1 | Unión (MdP)                 | El Coliseo                   | 25 de agosto | 15:30 |
| Alvarado        | 1 - 0 | Defensores de Belgrano (VR) | José María Minella           | 25 de agosto | 15:35 |
| Juventud U.U    | 1 - 0 | Cipolletti                  | Juan Gilberto Funes          | 25 de agosto | 15:40 |
| Guillermo Brown | 3 - 0 | Sportivo Estudiantes (SL)   | Raúl Conti                   | 25 de agosto | 16:05 |
| Deportivo Maipú | 2 - 1 | CAI                         | Omar Higinio Sperdutti       | 25 de agosto | 16:35 |
| Santamarina     | 4 - 2 | Racing (O)                  | Municipal General San Martín | 26 de agosto | 20:30 |

| CAI                         | 0 - 2 | Juventud U.U    | Municipal de Comodoro Rivadavia | 1 de septiembre | 15:30 |
| Unión (MdP)                 | 0 - 2 | Santamarina     | José María Minella              | 1 de septiembre | 15:35 |
| Sportivo Estudiantes (SL)   | 0 - 0 | Deportivo Maipú | Héctor Odicino - Pedro Benoza   | 1 de septiembre | 15:35 |
| Cipolletti                  | 3 - 2 | Rivadavia (L)   | La Visera de Cemento            | 1 de septiembre | 16:00 |
| Racing (O)                  | 0 - 0 | Alvarado        | José Buglione Martinese         | 1 de septiembre | 16:05 |
| Defensores de Belgrano (VR) | 1 - 0 | Guillermo Brown | Salomón Boeseldín               | 1 de septiembre | 16:30 |

| Santamarina               | 2 - 1 | Cipolletti                  | Municipal General San Martín  | 8 de septiembre  | 11:05 |
| Rivadavia (L)             | 1 - 1 | Juventud U.U                | El Coliseo                    | 8 de septiembre  | 15:30 |
| Guillermo Brown           | 3 - 0 | Racing (O)                  | Raúl Conti                    | 8 de septiembre  | 16:05 |
| Sportivo Estudiantes (SL) | 0 - 2 | CAI                         | Héctor Odicino - Pedro Benoza | 8 de septiembre  | 16:05 |
| Deportivo Maipú           | 1 - 0 | Defensores de Belgrano (VR) | Omar Higinio Sperdutti        | 8 de septiembre  | 16:35 |
| Alvarado                  | 4 - 0 | Unión (MdP)                 | José María Minella            | 11 de septiembre | 20:35 |

| CAI                         | 3 - 1 | Rivadavia (L)             | Municipal de Comodoro Rivadavia | 15 de septiembre | 15:35 |
| Juventud U.U                | 0 - 1 | Santamarina               | Juan Gilberto Funes             | 15 de septiembre | 16:05 |
| Cipolletti                  | 2 - 0 | Alvarado                  | La Visera de Cemento            | 15 de septiembre | 16:05 |
| Racing (O)                  | 1 - 1 | Deportivo Maipú           | José Buglione Martinese         | 15 de septiembre | 16:05 |
| Defensores de Belgrano (VR) | 0 - 2 | Sportivo Estudiantes (SL) | Salomón Boeseldín               | 15 de septiembre | 16:30 |
| Unión (MdP)                 | 0 - 0 | Guillermo Brown           | José María Minella              | 16 de septiembre | 19:35 |

| Santamarina                 | 2 - 0 | Rivadavia (L) | Municipal General San Martín  | 22 de septiembre | 11:00 |
| Sportivo Estudiantes (SL)   | 1 - 0 | Racing (O)    | Héctor Odicino - Pedro Benoza | 22 de septiembre | 16:00 |
| Guillermo Brown             | 1 - 0 | Cipolletti    | Raúl Conti                    | 22 de septiembre | 16:05 |
| Deportivo Maipú             | 2 - 0 | Unión (MdP)   | Omar Higinio Sperdutti        | 22 de septiembre | 16:30 |
| Defensores de Belgrano (VR) | 1 - 0 | CAI           | Salomón Boeseldín             | 22 de septiembre | 16:35 |
| Alvarado                    | 0 - 0 | Juventud U.U  | José María Minella            | 24 de septiembre | 20:35 |

| CAI           | 2 - 0 | Santamarina                 | Municipal de Comodoro Rivadavia | 29 de septiembre | 15:30 |
| Rivadavia (L) | 0 - 1 | Alvarado                    | El Coliseo                      | 29 de septiembre | 16:00 |
| Racing (O)    | 0 - 0 | Defensores de Belgrano (VR) | José Buglione Martinese         | 29 de septiembre | 16:00 |
| Cipolletti    | 5 - 0 | Deportivo Maipú             | La Visera de Cemento            | 29 de septiembre | 16:05 |
| Juventud U.U  | 5 - 0 | Guillermo Brown             | Juan Gilberto Funes             | 30 de septiembre | 15:00 |
| Unión (MdP)   | 2 - 2 | Sportivo Estudiantes (SL)   | José María Minella              | 30 de septiembre | 15:30 |

| Alvarado                    | 0 - 0 | Santamarina   | José María Minella            | 4 de octubre]] | 20:30 |
| Sportivo Estudiantes (SL)   | 1 - 1 | Cipolletti    | Héctor Odicino - Pedro Benoza | 6 de octubre]] | 12:05 |
| Racing (O)                  | 1 - 2 | CAI           | José Buglione Martinese       | 6 de octubre]] | 15:30 |
| Deportivo Maipú             | 1 - 1 | Juventud U.U  | Omar Higinio Sperdutti        | 6 de octubre]] | 15:35 |
| Defensores de Belgrano (VR) | 2 - 0 | Unión (MdP)   | Salomón Boeseldín             | 6 de octubre]] | 16:00 |
| Guillermo Brown             | 2 - 0 | Rivadavia (L) | Raúl Conti                    | 6 de octubre]] | 16:00 |

| Santamarina   | 2 - 2 | Guillermo Brown             | Municipal General San Martín    | 13 de octubre]] | 11:05 |
| Unión (MdP)   | 2 - 0 | Racing (O)                  | José María Minella              | 13 de octubre]] | 15:35 |
| CAI           | 0 - 1 | Alvarado                    | Municipal de Comodoro Rivadavia | 13 de octubre]] | 15:40 |
| Rivadavia (L) | 0 - 1 | Deportivo Maipú             | El Coliseo                      | 13 de octubre]] | 16:00 |
| Juventud U.U  | 0 - 1 | Sportivo Estudiantes (SL)   | Juan Gilberto Funes             | 13 de octubre]] | 16:00 |
| Cipolletti    | 1 - 0 | Defensores de Belgrano (VR) | La Visera de Cemento            | 13 de octubre]] | 19:00 |

| Unión (MdP)                 | 4 - 2 | CAI           | José María Minella            | 20 de octubre]] | 16:00 |
| Guillermo Brown             | 3 - 0 | Alvarado      | Raúl Conti                    | 20 de octubre]] | 16:05 |
| Defensores de Belgrano (VR) | 0 - 1 | Juventud U.U  | Salomón Boeseldín             | 21 de octubre]] | 20:30 |
| Racing (O)                  | 0 - 1 | Cipolletti    | José Buglione Martinese       | 21 de octubre]] | 21:00 |
| Deportivo Maipú             | 0 - 0 | Santamarina   | Omar Higinio Sperdutti        | 21 de octubre]] | 21:45 |
| Sportivo Estudiantes (SL)   | 2 - 0 | Rivadavia (L) | Héctor Odicino - Pedro Benoza | 22 de octubre]] | 21:30 |

| Rivadavia (L) | 0 - 4 | Defensores de Belgrano (VR) | El Coliseo                      | 29 de octubre]] | 13:30 |
| CAI           | 0 - 0 | Guillermo Brown             | Municipal de Comodoro Rivadavia | 30 de octubre]] | 15:35 |
| Santamarina   | 1 - 0 | Sportivo Estudiantes (SL)   | Municipal General San Martín    | 30 de octubre]] | 20:30 |
| Alvarado      | 2 - 0 | Deportivo Maipú             | José María Minella              | 30 de octubre]] | 21:00 |
| Cipolletti    | 0 - 1 | Unión (MdP)                 | La Visera de Cemento            | 30 de octubre]] | 21:00 |
| Juventud U.U  | 1 - 0 | Racing (O)                  | Juan Gilberto Funes             | 30 de octubre]] | 21:30 |

| Alvarado        | 1 - 1 | Sportivo Estudiantes (SL)   | José María Minella           | 2 de noviembre | 19:00 |
| Guillermo Brown | 5 - 1 | Deportivo Maipú             | Raúl Conti                   | 3 de noviembre | 16:05 |
| Rivadavia (L)   | 1 - 2 | Racing (O)                  | El Coliseo                   | 3 de noviembre | 16:30 |
| Cipolletti      | 1 - 2 | CAI                         | La Visera de Cemento         | 3 de noviembre | 19:00 |
| Santamarina     | 1 - 0 | Defensores de Belgrano (VR) | Municipal General San Martín | 3 de noviembre | 19:05 |
| Juventud U.U    | 2 - 0 | Unión (MdP)                 | Juan Gilberto Funes          | 3 de noviembre | 20:35 |

| Unión (MdP)                 | 4 - 0 | Rivadavia (L)   | José María Minella              | 10 de noviembre | 15:30 |
| Sportivo Estudiantes (SL)   | 2 - 1 | Guillermo Brown | Héctor Odicino - Pedro Benoza   | 10 de noviembre | 16:00 |
| Racing (O)                  | 1 - 2 | Santamarina     | José Buglione Martinese         | 10 de noviembre | 16:00 |
| CAI                         | 1 - 2 | Deportivo Maipú | Municipal de Comodoro Rivadavia | 10 de noviembre | 17:00 |
| Cipolletti                  | 2 - 1 | Juventud U.U    | La Visera de Cemento            | 10 de noviembre | 19:00 |
| Defensores de Belgrano (VR) | 1 - 0 | Alvarado        | Salomón Boeseldín               | 10 de noviembre | 20:00 |

| Rivadavia (L)   | 1 - 2 | Cipolletti                  | El Coliseo                   | 15 de noviembre | 17:00 |
| Deportivo Maipú | 2 - 2 | Sportivo Estudiantes (SL)   | Omar Higinio Sperdutti       | 15 de noviembre | 21:45 |
| Guillermo Brown | 4 - 2 | Defensores de Belgrano (VR) | Raúl Conti                   | 17 de noviembre | 17:00 |
| Alvarado        | 1 - 3 | Racing (O)                  | José María Minella           | 17 de noviembre | 17:10 |
| Santamarina     | 2 - 1 | Unión (MdP)                 | Municipal General San Martín | 17 de noviembre | 19:05 |
| Juventud U.U    | 5 - 2 | CAI                         | Juan Gilberto Funes          | 17 de noviembre | 19:10 |

| Juventud U.U                | 2 - 0 | Rivadavia (L)             | Juan Gilberto Funes             | 23 de noviembre | 20:30 |
| Racing (O)                  | 2 - 0 | Guillermo Brown           | José Buglione Martinese         | 24 de noviembre | 17:00 |
| CAI                         | 5 - 4 | Sportivo Estudiantes (SL) | Municipal de Comodoro Rivadavia | 24 de noviembre | 17:00 |
| Defensores de Belgrano (VR) | 2 - 1 | Deportivo Maipú           | Salomón Boeseldín               | 24 de noviembre | 20:00 |
| Cipolletti                  | 2 - 2 | Santamarina               | La Visera de Cemento            | 24 de noviembre | 20:00 |
| Unión (MdP)                 | 0 - 0 | Alvarado                  | José María Minella              | 5 de marzo      | 17:00 |

| Guillermo Brown           | 0 - 2 | Unión (MdP)                 | Raúl Conti                    | 30 de noviembre | 18:00 |
| Sportivo Estudiantes (SL) | 1 - 3 | Defensores de Belgrano (VR) | Héctor Odicino - Pedro Benoza | 30 de noviembre | 21:35 |
| Rivadavia (L)             | 3 - 2 | CAI                         | El Coliseo                    | 1 de diciembre  | 17:00 |
| Deportivo Maipú           | 3 - 2 | Racing (O)                  | Omar Higinio Sperdutti        | 1 de diciembre  | 17:30 |
| Santamarina               | 2 - 1 | Juventud U.U                | Municipal General San Martín  | 1 de diciembre  | 20:05 |
| Alvarado                  | 1 - 1 | Cipolletti                  | José María Minella            | 3 de diciembre  | 21:20 |

| CAI           | 2 - 3 | Defensores de Belgrano (VR) | Municipal de Comodoro Rivadavia | 7 de diciembre | 17:00 |
| Cipolletti    | 2 - 2 | Guillermo Brown             | La Visera de Cemento            | 7 de diciembre | 20:05 |
| Unión (MdP)   | 0 - 0 | Deportivo Maipú             | José María Minella              | 8 de diciembre | 17:00 |
| Rivadavia (L) | 0 - 1 | Santamarina                 | El Coliseo                      | 8 de diciembre | 17:00 |
| Juventud U.U  | 1 - 0 | Alvarado                    | Juan Gilberto Funes             | 8 de diciembre | 21:35 |
| Racing (O)    | 1 - 1 | Sportivo Estudiantes (SL)   | José Buglione Martinese         | 12 de febrero  | 21:05 |

| Sportivo Estudiantes (SL)   | 3 - 2 | Unión (MdP)   | Héctor Odicino - Pedro Benoza | 7 de febrero | 21:35 |
| Alvarado                    | 0 - 0 | Rivadavia (L) | José María Minella            | 9 de febrero | 17:00 |
| Guillermo Brown             | 2 - 1 | Juventud U.U  | Raúl Conti                    | 9 de febrero | 17:30 |
| Deportivo Maipú             | 1 - 2 | Cipolletti    | Omar Higinio Sperdutti        | 9 de febrero | 19:00 |
| Defensores de Belgrano (VR) | 5 - 2 | Racing (O)    | Salomón Boeseldín             | 9 de febrero | 20:00 |
| Santamarina                 | 2 - 2 | CAI           | Municipal General San Martín  | 9 de febrero | 20:00 |

| Unión (MdP)   | 1 - 1 | Defensores de Belgrano (VR) | José María Minella              | 14 de febrero | 20:10 |
| CAI           | 2 - 0 | Racing (O)                  | Municipal de Comodoro Rivadavia | 16 de febrero | 17:00 |
| Rivadavia (L) | 1 - 0 | Guillermo Brown             | El Coliseo                      | 16 de febrero | 17:00 |
| Santamarina   | 1 - 0 | Alvarado                    | Municipal General San Martín    | 16 de febrero | 20:05 |
| Cipolletti    | 2 - 1 | Sportivo Estudiantes (SL)   | La Visera de Cemento            | 16 de febrero | 21:05 |
| Juventud U.U  | 3 - 3 | Deportivo Maipú             | Juan Gilberto Funes             | 16 de febrero | 21:35 |

| Sportivo Estudiantes (SL)   | 0 - 1 | Juventud U. U. | Héctor Odicino - Pedro Benoza | 23 de febrero | 15:00 |
| Alvarado                    | 0 - 3 | CAI            | José María Minella            | 23 de febrero | 17:00 |
| Guillermo Brown             | 2 - 0 | Santamarina    | Raúl Conti                    | 23 de febrero | 17:30 |
| Defensores de Belgrano (VR) | 2 - 0 | Cipolletti     | Salomón Boeseldín             | 23 de febrero | 20:00 |
| Racing (O)                  | 2 - 2 | Unión (MdP)    | José Buglione Martinese       | 24 de febrero | 17:00 |
| Deportivo Maipú             | 1 - 2 | Rivadavia (L)  | Omar Higinio Sperdutti        | 24 de febrero | 21:15 |

| Alvarado      | 0 - 0 | Guillermo Brown             | José María Minella              | 28 de febrero | 17:00 |
| CAI           | 1 - 0 | Unión (MdP)                 | Municipal de Comodoro Rivadavia | 1 de marzo    | 17:00 |
| Rivadavia (L) | 3 - 1 | Sportivo Estudiantes (SL)   | El Coliseo                      | 2 de marzo    | 17:00 |
| Cipolletti    | 0 - 0 | Racing (O)                  | La Visera de Cemento            | 2 de marzo    | 19:00 |
| Juventud U.U  | 2 - 2 | Defensores de Belgrano (VR) | Juan Gilberto Funes             | 2 de marzo    | 20:05 |
| Santamarina   | 3 - 0 | Deportivo Maipú             | Municipal General San Martín    | 2 de marzo    | 20:05 |

| Sportivo Estudiantes (SL)   | 3 - 1 | Santamarina   | Héctor Odicino - Pedro Benoza | 7 de marzo  | 21:35 |
| Defensores de Belgrano (VR) | 3 - 1 | Rivadavia (L) | Salomón Boeseldín             | 9 de marzo  | 17:00 |
| Guillermo Brown             | 1 - 1 | CAI           | Raúl Conti                    | 9 de marzo  | 17:00 |
| Racing (O)                  | 1 - 4 | Juventud U.U  | José Buglione Martinese       | 9 de marzo  | 19:00 |
| Unión (MdP)                 | 2 - 1 | Cipolletti    | José María Minella            | 10 de marzo | 17:00 |
| Deportivo Maipú             | 0 - 0 | Alvarado      | Omar Higinio Sperdutti        | 10 de marzo | 21:35 |

## Segunda fase

### Nonagonal final
Estuvo integrado por los nueve clasificados de la primera fase, cuatro de la Zona Norte y cinco de la Zona Sur. Se disputó en una sola rueda de todos contra todos, iniciada con puntaje 0 (cero). El ganador se consagró campeón y ascendió a la Primera B Nacional. El 2.º y el 3.º clasificaron en forma directa a la cuarta fase, mientras que del 4.º al 9.º pasaron a disputar la tercera fase, junto a seis clubes de la fase repechaje.

#### Tabla de posiciones final
| Pos | Equipo                                 | Pts | PJ | PG | PE | PP | GF | GC | Dif |
| --- | -------------------------------------- | --- | -- | -- | -- | -- | -- | -- | --- |
| 1.º | Ramón Santamarina                      | 19  | 8  | 6  | 1  | 1  | 15 | 6  | 9   |
| 2.º | CAI                                    | 17  | 8  | 5  | 2  | 1  | 19 | 9  | 10  |
| 3.º | Guaraní Antonio Franco                 | 13  | 8  | 4  | 1  | 3  | 15 | 16 | -1  |
| 4.º | Defensores de Belgrano (Villa Ramallo) | 12  | 8  | 4  | 0  | 4  | 10 | 15 | -5  |
| 5.º | San Martín (Tucumán)                   | 11  | 8  | 3  | 2  | 3  | 14 | 10 | 4   |
| 6.º | Guillermo Brown                        | 9   | 8  | 2  | 3  | 3  | 8  | 13 | -5  |
| 7.º | Tiro Federal (Rosario)                 | 8   | 8  | 2  | 2  | 4  | 9  | 12 | -3  |
| 8.º | Juventud Unida Universitario           | 7   | 8  | 2  | 1  | 5  | 11 | 15 | -4  |
| 9.º | Juventud Unida (Gualeguaychú)          | 5   | 8  | 1  | 2  | 5  | 7  | 12 | -5  |

|  | Campeón. Ascendió a la Primera B Nacional. |
|  | Clasificado a la cuarta fase.              |
|  | Clasificado a la tercera fase.             |

#### Resultados
| Fecha 1                            | Fecha 1   | Fecha 1            | Fecha 1                      | Fecha 1     | Fecha 1 | Fecha 1 | Fecha 1 | Fecha 1 | Fecha 1 | Fecha 1 | Fecha 1 |
| Local                              | Resultado | Visitante          | Estadio                      | Fecha       | Hora    |         |         |         |         |         |         |
| ---------------------------------- | --------- | ------------------ | ---------------------------- | ----------- | ------- | ------- | ------- | ------- | ------- | ------- | ------- |
| Tiro Federal (R)                   | 0 - 0     | Juventud Unida (G) | Fortín de Ludueña            | 16 de marzo | 09:00   |         |         |         |         |         |         |
| Guaraní Antonio Franco             | 3 - 0     | Guillermo Brown    | Clemente A. F. de Oliveira   | 16 de marzo | 17:00   |         |         |         |         |         |         |
| San Martín (T)                     | 1 - 2     | CAI                | La Ciudadela                 | 16 de marzo | 19:00   |         |         |         |         |         |         |
| Santamarina                        | 1 - 0     | Juventud U.U       | Municipal General San Martín | 17 de marzo | 20:30   |         |         |         |         |         |         |
| Libre: Defensores de Belgrano (VR) |           |                    |                              |             |         |         |         |         |         |         |         |

| Fecha 2            | Fecha 2   | Fecha 2                     | Fecha 2                         | Fecha 2     | Fecha 2 | Fecha 2 | Fecha 2 | Fecha 2 | Fecha 2 | Fecha 2 | Fecha 2 |
| Local              | Resultado | Visitante                   | Estadio                         | Fecha       | Hora    |         |         |         |         |         |         |
| ------------------ | --------- | --------------------------- | ------------------------------- | ----------- | ------- | ------- | ------- | ------- | ------- | ------- | ------- |
| CAI                | 5 - 1     | Guaraní Antonio Franco      | Municipal de Comodoro Rivadavia | 22 de marzo | 15:00   |         |         |         |         |         |         |
| Juventud Unida (G) | 1 - 2     | San Martín (T)              | De Los Eucaliptus               | 22 de marzo | 15:15   |         |         |         |         |         |         |
| Guillermo Brown    | 3 - 0     | Defensores de Belgrano (VR) | Raúl Conti                      | 22 de marzo | 17:00   |         |         |         |         |         |         |
| Juventud U.U       | 2 - 1     | Tiro Federal (R)            | Mario Sebastián Diez            | 9 de abril  | 15:05   |         |         |         |         |         |         |
| Libre: Santamarina |           |                             |                                 |             |         |         |         |         |         |         |         |

| Fecha 3                     | Fecha 3   | Fecha 3            | Fecha 3                    | Fecha 3     | Fecha 3 | Fecha 3 | Fecha 3 | Fecha 3 | Fecha 3 | Fecha 3 | Fecha 3 |
| Local                       | Resultado | Visitante          | Estadio                    | Fecha       | Hora    |         |         |         |         |         |         |
| --------------------------- | --------- | ------------------ | -------------------------- | ----------- | ------- | ------- | ------- | ------- | ------- | ------- | ------- |
| Tiro Federal (R)            | 3 - 1     | Santamarina        | Fortín de Ludueña          | 26 de marzo | 11:00   |         |         |         |         |         |         |
| Defensores de Belgrano (VR) | 1 - 4     | CAI                | Salomón Boeseldín          | 26 de marzo | 20:30   |         |         |         |         |         |         |
| Guaraní Antonio Franco      | 2 - 0     | Juventud Unida (G) | Clemente A. F. de Oliveira | 26 de marzo | 21:00   |         |         |         |         |         |         |
| San Martín (T)              | 2 - 2     | Juventud U.U       | La Ciudadela               | 26 de marzo | 21:30   |         |         |         |         |         |         |
| Libre: Guillermo Brown      |           |                    |                            |             |         |         |         |         |         |         |         |

| Fecha 4                 | Fecha 4   | Fecha 4                     | Fecha 4                         | Fecha 4     | Fecha 4 | Fecha 4 | Fecha 4 | Fecha 4 | Fecha 4 | Fecha 4 | Fecha 4 |
| Local                   | Resultado | Visitante                   | Estadio                         | Fecha       | Hora    |         |         |         |         |         |         |
| ----------------------- | --------- | --------------------------- | ------------------------------- | ----------- | ------- | ------- | ------- | ------- | ------- | ------- | ------- |
| CAI                     | 1 - 1     | Guillermo Brown             | Municipal de Comodoro Rivadavia | 30 de marzo | 15:00   |         |         |         |         |         |         |
| Juventud Unida (G)      | 1 - 2     | Defensores de Belgrano (VR) | De Los Eucaliptus               | 30 de marzo | 15:45   |         |         |         |         |         |         |
| Juventud U.U            | 1 - 2     | Guaraní Antonio Franco      | Mario Sebastián Diez            | 30 de marzo | 20:30   |         |         |         |         |         |         |
| Santamarina             | 1 - 0     | San Martín (T)              | Municipal General San Martín    | 31 de marzo | 20:30   |         |         |         |         |         |         |
| Libre: Tiro Federal (R) |           |                             |                                 |             |         |         |         |         |         |         |         |

| Fecha 5                     | Fecha 5   | Fecha 5            | Fecha 5                    | Fecha 5    | Fecha 5 | Fecha 5 | Fecha 5 | Fecha 5 | Fecha 5 | Fecha 5 | Fecha 5 |
| Local                       | Resultado | Visitante          | Estadio                    | Fecha      | Hora    |         |         |         |         |         |         |
| --------------------------- | --------- | ------------------ | -------------------------- | ---------- | ------- | ------- | ------- | ------- | ------- | ------- | ------- |
| Guillermo Brown             | 1 - 0     | Juventud Unida (G) | Raúl Conti                 | 6 de abril | 16:00   |         |         |         |         |         |         |
| Defensores de Belgrano (VR) | 2 - 1     | Juventud U.U       | Salomón Boeseldín          | 6 de abril | 17:00   |         |         |         |         |         |         |
| San Martín (T)              | 3 - 1     | Tiro Federal (R)   | La Ciudadela               | 6 de abril | 18:00   |         |         |         |         |         |         |
| Guaraní Antonio Franco      | 2 - 2     | Santamarina        | Clemente A. F. de Oliveira | 6 de abril | 19:10   |         |         |         |         |         |         |
| Libre: CAI                  |           |                    |                            |            |         |         |         |         |         |         |         |

| Fecha 6               | Fecha 6   | Fecha 6                     | Fecha 6                      | Fecha 6     | Fecha 6 | Fecha 6 | Fecha 6 | Fecha 6 | Fecha 6 | Fecha 6 | Fecha 6 |
| Local                 | Resultado | Visitante                   | Estadio                      | Fecha       | Hora    |         |         |         |         |         |         |
| --------------------- | --------- | --------------------------- | ---------------------------- | ----------- | ------- | ------- | ------- | ------- | ------- | ------- | ------- |
| Tiro Federal (R)      | 3 - 1     | Guaraní Antonio Franco      | Fortín de Ludueña            | 13 de abril | 11:00   |         |         |         |         |         |         |
| Juventud Unida (G)    | 2 - 2     | CAI                         | De Los Eucaliptus            | 13 de abril | 15:45   |         |         |         |         |         |         |
| Santamarina           | 1 - 0     | Defensores de Belgrano (VR) | Municipal General San Martín | 15 de abril | 18:00   |         |         |         |         |         |         |
| Juventud U.U          | 4 - 2     | Guillermo Brown             | Mario Sebastián Diez         | 16 de abril | 21:30   |         |         |         |         |         |         |
| Libre: San Martín (T) |           |                             |                              |             |         |         |         |         |         |         |         |

| Fecha 7                     | Fecha 7   | Fecha 7          | Fecha 7                         | Fecha 7     | Fecha 7 | Fecha 7 | Fecha 7 | Fecha 7 | Fecha 7 | Fecha 7 | Fecha 7 |
| Local                       | Resultado | Visitante        | Estadio                         | Fecha       | Hora    |         |         |         |         |         |         |
| --------------------------- | --------- | ---------------- | ------------------------------- | ----------- | ------- | ------- | ------- | ------- | ------- | ------- | ------- |
| Defensores de Belgrano (VR) | 2 - 0     | Tiro Federal (R) | Salomón Boeseldín               | 19 de abril | 18:00   |         |         |         |         |         |         |
| Guaraní Antonio Franco      | 3 - 2     | San Martín (T)   | Clemente A. F. de Oliveira      | 19 de abril | 21:00   |         |         |         |         |         |         |
| Guillermo Brown             | 0 - 4     | Santamarina      | Raúl Conti                      | 21 de abril | 15:00   |         |         |         |         |         |         |
| CAI                         | 3 - 1     | Juventud U.U     | Municipal de Comodoro Rivadavia | 21 de abril | 15:00   |         |         |         |         |         |         |
| Libre: Juventud Unida (G)   |           |                  |                                 |             |         |         |         |         |         |         |         |

| Fecha 8                       | Fecha 8   | Fecha 8                     | Fecha 8                      | Fecha 8     | Fecha 8 | Fecha 8 | Fecha 8 | Fecha 8 | Fecha 8 | Fecha 8 | Fecha 8 |
| Local                         | Resultado | Visitante                   | Estadio                      | Fecha       | Hora    |         |         |         |         |         |         |
| ----------------------------- | --------- | --------------------------- | ---------------------------- | ----------- | ------- | ------- | ------- | ------- | ------- | ------- | ------- |
| San Martín (T)                | 4 - 0     | Defensores de Belgrano (VR) | La Ciudadela                 | 23 de abril | 21:15   |         |         |         |         |         |         |
| Tiro Federal (R)              | 1 - 1     | Guillermo Brown             | Fortín de Ludueña            | 25 de abril | 11:00   |         |         |         |         |         |         |
| Juventud U.U                  | 0 - 2     | Juventud Unida (G)          | Mario Sebastián Diez         | 25 de abril | 15:30   |         |         |         |         |         |         |
| Santamarina                   | 2 - 0     | CAI                         | Municipal General San Martín | 25 de abril | 20:30   |         |         |         |         |         |         |
| Libre: Guaraní Antonio Franco |           |                             |                              |             |         |         |         |         |         |         |         |

| Fecha 9                     | Fecha 9   | Fecha 9                | Fecha 9                         | Fecha 9     | Fecha 9 | Fecha 9 | Fecha 9 | Fecha 9 | Fecha 9 | Fecha 9 | Fecha 9 |
| Local                       | Resultado | Visitante              | Estadio                         | Fecha       | Hora    |         |         |         |         |         |         |
| --------------------------- | --------- | ---------------------- | ------------------------------- | ----------- | ------- | ------- | ------- | ------- | ------- | ------- | ------- |
| Juventud Unida (G)          | 1 - 3     | Santamarina            | De Los Eucaliptus               | 29 de abril | 15:00   |         |         |         |         |         |         |
| CAI                         | 2 - 0     | Tiro Federal (R)       | Municipal de Comodoro Rivadavia | 29 de abril | 15:00   |         |         |         |         |         |         |
| Guillermo Brown             | 0 - 0     | San Martín (T)         | Raúl Conti                      | 29 de abril | 15:00   |         |         |         |         |         |         |
| Defensores de Belgrano (VR) | 3 - 1     | Guaraní Antonio Franco | Salomón Boeseldín               | 29 de abril | 15:00   |         |         |         |         |         |         |
| Libre: Juventud U.U         |           |                        |                                 |             |         |         |         |         |         |         |         |

### Reválida
Los quince clubes que no clasificaron a la segunda fase, se agruparon en tres zonas de cinco equipos cada una. Para integrar las zonas se confeccionó con los quince clubes una tabla general de posiciones con los puntos obtenidos en la primera fase. La zona “A” estuvo integrada por las posiciones: 1.º, 6.º, 7.º, 12.º y 15.º. La zona “B” estuvo integrada por las posiciones: 2.º, 5.º, 8.º, 11.º y 14.º. La zona “C” estuvo integrada por las posiciones: 3.º, 4.º, 9.º, 10.º y 13.º. Se llevó a cabo por el sistema de todos contra todos en cada una de las zonas, iniciando la disputa de esta fase con puntaje 0 (cero) todos los participantes. Clasificaron a la tercera fase el 1.º y el 2.º de cada zona, haciendo un total de 6 equipos.

#### Tabla de reagrupamiento
| Pos  | Equipo                                      | Pts | PJ | PG | PE | PP | GF | GC | Dif |
| ---- | ------------------------------------------- | --- | -- | -- | -- | -- | -- | -- | --- |
| 1.º  | Cipolletti                                  | 32  | 22 | 9  | 5  | 8  | 29 | 25 | 4   |
| 2.º  | Central Córdoba (Santiago del Estero)       | 31  | 22 | 8  | 7  | 7  | 23 | 23 | 0   |
| 3.º  | San Jorge (Tucumán)                         | 31  | 22 | 9  | 4  | 9  | 22 | 23 | -1  |
| 4.º  | Juventud Antoniana                          | 30  | 22 | 7  | 9  | 6  | 21 | 17 | 4   |
| 5.º  | Libertad (Sunchales)                        | 30  | 22 | 7  | 9  | 6  | 22 | 19 | 3   |
| 6.º  | Deportivo Maipú                             | 29  | 22 | 7  | 8  | 7  | 24 | 32 | -8  |
| 7.º  | Unión (Mar del Plata)                       | 28  | 22 | 7  | 7  | 8  | 26 | 27 | -1  |
| 8.º  | Alvarado                                    | 27  | 22 | 6  | 9  | 7  | 13 | 16 | -3  |
| 9.º  | Sportivo Estudiantes (San Luis)             | 27  | 22 | 7  | 6  | 9  | 28 | 32 | -4  |
| 10.º | Central Norte (Salta)                       | 26  | 22 | 6  | 8  | 8  | 26 | 27 | -1  |
| 11.º | Gimnasia y Esgrima (Concepción del Uruguay) | 25  | 22 | 7  | 4  | 11 | 25 | 36 | -11 |
| 12.º | Gimnasia y Tiro (Salta)                     | 21  | 22 | 5  | 6  | 11 | 26 | 30 | -4  |
| 13.º | Chaco For Ever                              | 21  | 22 | 3  | 12 | 7  | 24 | 31 | -7  |
| 14.º | Racing (Olavarría)                          | 18  | 22 | 4  | 6  | 12 | 22 | 37 | -15 |
| 15.º | Rivadavia (Lincoln)                         | 15  | 22 | 4  | 3  | 15 | 18 | 40 | -22 |

|  | Clasificado a la zona A |
|  | Clasificado a la zona B |
|  | Clasificado a la zona C |

#### Zona A

##### Tabla de posiciones final
| Pos | Equipo                  | Pts | PJ | PG | PE | PP | GF | GC | Dif |
| --- | ----------------------- | --- | -- | -- | -- | -- | -- | -- | --- |
| 1.º | Cipolletti              | 14  | 8  | 4  | 2  | 2  | 7  | 8  | -1  |
| 2.º | Gimnasia y Tiro (Salta) | 12  | 8  | 3  | 3  | 2  | 11 | 7  | 4   |
| 3.º | Unión (Mar del Plata)   | 10  | 8  | 2  | 4  | 2  | 11 | 9  | 2   |
| 4.º | Rivadavia (Lincoln)     | 9   | 8  | 2  | 3  | 3  | 11 | 14 | -3  |
| 5.º | Deportivo Maipú         | 7   | 8  | 1  | 4  | 3  | 13 | 15 | -2  |

|  | Clasificados a la tercera fase. |

##### Resultados
| Fecha 1           | Fecha 1   | Fecha 1             | Fecha 1                | Fecha 1     | Fecha 1 | Fecha 1 | Fecha 1 | Fecha 1 | Fecha 1 | Fecha 1 | Fecha 1 |
| Local             | Resultado | Visitante           | Estadio                | Fecha       | Hora    |         |         |         |         |         |         |
| ----------------- | --------- | ------------------- | ---------------------- | ----------- | ------- | ------- | ------- | ------- | ------- | ------- | ------- |
| Deportivo Maipú   | 2 - 2     | Gimnasia y Tiro (S) | Omar Higinio Sperdutti | 16 de marzo | 20:00   |         |         |         |         |         |         |
| Unión (MdP)       | 4 - 1     | Rivadavia (L)       | José María Minella     | 17 de marzo | 20:00   |         |         |         |         |         |         |
| Libre: Cipolletti |           |                     |                        |             |         |         |         |         |         |         |         |

| Fecha 2             | Fecha 2   | Fecha 2         | Fecha 2              | Fecha 2     | Fecha 2 | Fecha 2 | Fecha 2 | Fecha 2 | Fecha 2 | Fecha 2 | Fecha 2 |
| Local               | Resultado | Visitante       | Estadio              | Fecha       | Hora    |         |         |         |         |         |         |
| ------------------- | --------- | --------------- | -------------------- | ----------- | ------- | ------- | ------- | ------- | ------- | ------- | ------- |
| Rivadavia (L)       | 2 - 1     | Deportivo Maipú | El Coliseo           | 22 de marzo | 15:00   |         |         |         |         |         |         |
| Gimnasia y Tiro (S) | 4 - 0     | Cipolletti      | El Gigante del Norte | 22 de marzo | 20:00   |         |         |         |         |         |         |
| Libre: Unión (MdP)  |           |                 |                      |             |         |         |         |         |         |         |         |

| Fecha 3                    | Fecha 3   | Fecha 3       | Fecha 3                | Fecha 3     | Fecha 3 | Fecha 3 | Fecha 3 | Fecha 3 | Fecha 3 | Fecha 3 | Fecha 3 |
| Local                      | Resultado | Visitante     | Estadio                | Fecha       | Hora    |         |         |         |         |         |         |
| -------------------------- | --------- | ------------- | ---------------------- | ----------- | ------- | ------- | ------- | ------- | ------- | ------- | ------- |
| Cipolletti                 | 1 - 1     | Rivadavia (L) | La Visera de Cemento   | 26 de marzo | 21:00   |         |         |         |         |         |         |
| Deportivo Maipú            | 1 - 1     | Unión (MdP)   | Omar Higinio Sperdutti | 26 de marzo | 21:15   |         |         |         |         |         |         |
| Libre: Gimnasia y Tiro (S) |           |               |                        |             |         |         |         |         |         |         |         |

| Fecha 4                | Fecha 4   | Fecha 4             | Fecha 4            | Fecha 4     | Fecha 4 | Fecha 4 | Fecha 4 | Fecha 4 | Fecha 4 | Fecha 4 | Fecha 4 |
| Local                  | Resultado | Visitante           | Estadio            | Fecha       | Hora    |         |         |         |         |         |         |
| ---------------------- | --------- | ------------------- | ------------------ | ----------- | ------- | ------- | ------- | ------- | ------- | ------- | ------- |
| Unión (MdP)            | 0 - 1     | Cipolletti          | José María Minella | 30 de marzo | 20:15   |         |         |         |         |         |         |
| Rivadavia (L)          | 0 - 0     | Gimnasia y Tiro (S) | El Coliseo         | 31 de marzo | 13:15   |         |         |         |         |         |         |
| Libre: Deportivo Maipú |           |                     |                    |             |         |         |         |         |         |         |         |

| Fecha 5              | Fecha 5   | Fecha 5         | Fecha 5              | Fecha 5     | Fecha 5 | Fecha 5 | Fecha 5 | Fecha 5 | Fecha 5 | Fecha 5 | Fecha 5 |
| Local                | Resultado | Visitante       | Estadio              | Fecha       | Hora    |         |         |         |         |         |         |
| -------------------- | --------- | --------------- | -------------------- | ----------- | ------- | ------- | ------- | ------- | ------- | ------- | ------- |
| Gimnasia y Tiro (S)  | 0 - 0     | Unión (MdP)     | El Gigante del Norte | 5 de abril  | 20:00   |         |         |         |         |         |         |
| Cipolletti           | 1 - 1     | Deportivo Maipú | La Visera de Cemento | 16 de abril | 14:00   |         |         |         |         |         |         |
| Libre: Rivadavia (L) |           |                 |                      |             |         |         |         |         |         |         |         |

| Fecha 6             | Fecha 6   | Fecha 6         | Fecha 6              | Fecha 6    | Fecha 6 | Fecha 6 | Fecha 6 | Fecha 6 | Fecha 6 | Fecha 6 | Fecha 6 |
| Local               | Resultado | Visitante       | Estadio              | Fecha      | Hora    |         |         |         |         |         |         |
| ------------------- | --------- | --------------- | -------------------- | ---------- | ------- | ------- | ------- | ------- | ------- | ------- | ------- |
| Rivadavia (L)       | 2 - 2     | Unión (MdP)     | El Coliseo           | 9 de abril | 13:30   |         |         |         |         |         |         |
| Gimnasia y Tiro (S) | 3 - 2     | Deportivo Maipú | El Gigante del Norte | 9 de abril | 22:00   |         |         |         |         |         |         |
| Libre: Cipolletti   |           |                 |                      |            |         |         |         |         |         |         |         |

| Fecha 7            | Fecha 7   | Fecha 7             | Fecha 7                | Fecha 7     | Fecha 7 | Fecha 7 | Fecha 7 | Fecha 7 | Fecha 7 | Fecha 7 | Fecha 7 |
| Local              | Resultado | Visitante           | Estadio                | Fecha       | Hora    |         |         |         |         |         |         |
| ------------------ | --------- | ------------------- | ---------------------- | ----------- | ------- | ------- | ------- | ------- | ------- | ------- | ------- |
| Cipolletti         | 1 - 0     | Gimnasia y Tiro (S) | La Visera de Cemento   | 13 de abril | 16:00   |         |         |         |         |         |         |
| Deportivo Maipú    | 4 - 5     | Rivadavia (L)       | Omar Higinio Sperdutti | 13 de abril | 20:00   |         |         |         |         |         |         |
| Libre: Unión (MdP) |           |                     |                        |             |         |         |         |         |         |         |         |

| Fecha 8                    | Fecha 8   | Fecha 8         | Fecha 8            | Fecha 8     | Fecha 8 | Fecha 8 | Fecha 8 | Fecha 8 | Fecha 8 | Fecha 8 | Fecha 8 |
| Local                      | Resultado | Visitante       | Estadio            | Fecha       | Hora    |         |         |         |         |         |         |
| -------------------------- | --------- | --------------- | ------------------ | ----------- | ------- | ------- | ------- | ------- | ------- | ------- | ------- |
| Unión (MdP)                | 1 - 1     | Deportivo Maipú | José María Minella | 18 de abril | 20:10   |         |         |         |         |         |         |
| Rivadavia (L)              | 0 - 1     | Cipolletti      | El Coliseo         | 19 de abril | 14:00   |         |         |         |         |         |         |
| Libre: Gimnasia y Tiro (S) |           |                 |                    |             |         |         |         |         |         |         |         |

| Fecha 9                | Fecha 9   | Fecha 9       | Fecha 9              | Fecha 9     | Fecha 9 | Fecha 9 | Fecha 9 | Fecha 9 | Fecha 9 | Fecha 9 | Fecha 9 |
| Local                  | Resultado | Visitante     | Estadio              | Fecha       | Hora    |         |         |         |         |         |         |
| ---------------------- | --------- | ------------- | -------------------- | ----------- | ------- | ------- | ------- | ------- | ------- | ------- | ------- |
| Cipolletti             | 2 - 1     | Unión (MdP)   | La Visera de Cemento | 23 de abril | 21:00   |         |         |         |         |         |         |
| Gimnasia y Tiro (S)    | 1 - 0     | Rivadavia (L) | El Gigante del Norte | 23 de abril | 22:00   |         |         |         |         |         |         |
| Libre: Deportivo Maipú |           |               |                      |             |         |         |         |         |         |         |         |

| Fecha 10             | Fecha 10  | Fecha 10            | Fecha 10               | Fecha 10    | Fecha 10 | Fecha 10 | Fecha 10 | Fecha 10 | Fecha 10 | Fecha 10 | Fecha 10 |
| Local                | Resultado | Visitante           | Estadio                | Fecha       | Hora     |          |          |          |          |          |          |
| -------------------- | --------- | ------------------- | ---------------------- | ----------- | -------- | -------- | -------- | -------- | -------- | -------- | -------- |
| Deportivo Maipú      | 1 - 0     | Cipolletti          | Omar Higinio Sperdutti | 26 de abril | 16:00    |          |          |          |          |          |          |
| Unión (MdP)          | 2 - 1     | Gimnasia y Tiro (S) | José María Minella     | 27 de abril | 16:05    |          |          |          |          |          |          |
| Libre: Rivadavia (L) |           |                     |                        |             |          |          |          |          |          |          |          |

#### Zona B

##### Tabla de posiciones final
| Pos | Equipo                                      | Pts | PJ | PG | PE | PP | GF | GC | Dif |
| --- | ------------------------------------------- | --- | -- | -- | -- | -- | -- | -- | --- |
| 1.º | Central Córdoba (Santiago del Estero)       | 15  | 8  | 4  | 3  | 1  | 12 | 6  | 6   |
| 2.º | Libertad (Sunchales)                        | 12  | 8  | 2  | 6  | 0  | 10 | 6  | 4   |
| 3.º | Alvarado                                    | 12  | 8  | 3  | 3  | 2  | 11 | 9  | 2   |
| 4.º | Gimnasia y Esgrima (Concepción del Uruguay) | 10  | 8  | 2  | 4  | 2  | 7  | 5  | 2   |
| 5.º | Racing (Olavarría)                          | 2   | 8  | 0  | 2  | 6  | 3  | 17 | -14 |

|  | Clasificado a la tercera fase. |

##### Resultados
| Fecha 1                      | Fecha 1   | Fecha 1                  | Fecha 1                 | Fecha 1     | Fecha 1 | Fecha 1 | Fecha 1 | Fecha 1 | Fecha 1 | Fecha 1 | Fecha 1 |
| Local                        | Resultado | Visitante                | Estadio                 | Fecha       | Hora    |         |         |         |         |         |         |
| ---------------------------- | --------- | ------------------------ | ----------------------- | ----------- | ------- | ------- | ------- | ------- | ------- | ------- | ------- |
| Libertad (S)                 | 2 - 1     | Alvarado                 | Hogar de los Tigres     | 16 de marzo | 17:00   |         |         |         |         |         |         |
| Racing (O)                   | 0 - 0     | Gimnasia y Esgrima (CdU) | José Buglione Martinese | 16 de marzo | 19:30   |         |         |         |         |         |         |
| Libre: Central Córdoba (SdE) |           |                          |                         |             |         |         |         |         |         |         |         |

| Fecha 2                  | Fecha 2   | Fecha 2               | Fecha 2              | Fecha 2     | Fecha 2 | Fecha 2 | Fecha 2 | Fecha 2 | Fecha 2 | Fecha 2 | Fecha 2 |
| Local                    | Resultado | Visitante             | Estadio              | Fecha       | Hora    |         |         |         |         |         |         |
| ------------------------ | --------- | --------------------- | -------------------- | ----------- | ------- | ------- | ------- | ------- | ------- | ------- | ------- |
| Alvarado                 | 2 - 2     | Central Córdoba (SdE) | José María Minella   | 22 de marzo | 16:45   |         |         |         |         |         |         |
| Gimnasia y Esgrima (CdU) | 0 - 0     | Libertad (S)          | Manuel y Ramón Núñez | 22 de marzo | 19:00   |         |         |         |         |         |         |
| Libre: Racing (O)        |           |                       |                      |             |         |         |         |         |         |         |         |

| Fecha 3               | Fecha 3   | Fecha 3                  | Fecha 3             | Fecha 3     | Fecha 3 | Fecha 3 | Fecha 3 | Fecha 3 | Fecha 3 | Fecha 3 | Fecha 3 |
| Local                 | Resultado | Visitante                | Estadio             | Fecha       | Hora    |         |         |         |         |         |         |
| --------------------- | --------- | ------------------------ | ------------------- | ----------- | ------- | ------- | ------- | ------- | ------- | ------- | ------- |
| Libertad (S)          | 2 - 2     | Racing (O)               | Hogar de los Tigres | 26 de marzo | 20:35   |         |         |         |         |         |         |
| Central Córdoba (SdE) | 1 - 0     | Gimnasia y Esgrima (CdU) | Alfredo Terrera     | 26 de marzo | 22:00   |         |         |         |         |         |         |
| Libre: Alvarado       |           |                          |                     |             |         |         |         |         |         |         |         |

| Fecha 4                  | Fecha 4   | Fecha 4               | Fecha 4                 | Fecha 4     | Fecha 4 | Fecha 4 | Fecha 4 | Fecha 4 | Fecha 4 | Fecha 4 | Fecha 4 |
| Local                    | Resultado | Visitante             | Estadio                 | Fecha       | Hora    |         |         |         |         |         |         |
| ------------------------ | --------- | --------------------- | ----------------------- | ----------- | ------- | ------- | ------- | ------- | ------- | ------- | ------- |
| Racing (O)               | 0 - 1     | Central Córdoba (SdE) | José Buglione Martinese | 30 de marzo | 16:00   |         |         |         |         |         |         |
| Gimnasia y Esgrima (CdU) | 2 - 2     | Alvarado              | Manuel y Ramón Núñez    | 30 de marzo | 20:30   |         |         |         |         |         |         |
| Libre: Libertad (S)      |           |                       |                         |             |         |         |         |         |         |         |         |

| Fecha 5                         | Fecha 5   | Fecha 5      | Fecha 5            | Fecha 5    | Fecha 5 | Fecha 5 | Fecha 5 | Fecha 5 | Fecha 5 | Fecha 5 | Fecha 5 |
| Local                           | Resultado | Visitante    | Estadio            | Fecha      | Hora    |         |         |         |         |         |         |
| ------------------------------- | --------- | ------------ | ------------------ | ---------- | ------- | ------- | ------- | ------- | ------- | ------- | ------- |
| Central Córdoba (SdE)           | 1 - 1     | Libertad (S) | Alfredo Terrera    | 4 de abril | 22:00   |         |         |         |         |         |         |
| Alvarado                        | 2 - 0     | Racing (O)   | José María Minella | 5 de abril | 16:00   |         |         |         |         |         |         |
| Libre: Gimnasia y Esgrima (CdU) |           |              |                    |            |         |         |         |         |         |         |         |

| Fecha 6                      | Fecha 6   | Fecha 6      | Fecha 6              | Fecha 6    | Fecha 6 | Fecha 6 | Fecha 6 | Fecha 6 | Fecha 6 | Fecha 6 | Fecha 6 |
| Local                        | Resultado | Visitante    | Estadio              | Fecha      | Hora    |         |         |         |         |         |         |
| ---------------------------- | --------- | ------------ | -------------------- | ---------- | ------- | ------- | ------- | ------- | ------- | ------- | ------- |
| Alvarado                     | 1 - 1     | Libertad (S) | José María Minella   | 9 de abril | 20:00   |         |         |         |         |         |         |
| Gimnasia y Esgrima (CdU)     | 2 - 0     | Racing (O)   | Manuel y Ramón Núñez | 9 de abril | 20:45   |         |         |         |         |         |         |
| Libre: Central Córdoba (SdE) |           |              |                      |            |         |         |         |         |         |         |         |

| Fecha 7               | Fecha 7   | Fecha 7                  | Fecha 7             | Fecha 7     | Fecha 7 | Fecha 7 | Fecha 7 | Fecha 7 | Fecha 7 | Fecha 7 | Fecha 7 |
| Local                 | Resultado | Visitante                | Estadio             | Fecha       | Hora    |         |         |         |         |         |         |
| --------------------- | --------- | ------------------------ | ------------------- | ----------- | ------- | ------- | ------- | ------- | ------- | ------- | ------- |
| Libertad (S)          | 1 - 1     | Gimnasia y Esgrima (CdU) | Hogar de los Tigres | 13 de abril | 16:30   |         |         |         |         |         |         |
| Central Córdoba (SdE) | 2 - 0     | Alvarado                 | Alfredo Terrera     | 13 de abril | 17:00   |         |         |         |         |         |         |
| Libre: Racing (O)     |           |                          |                     |             |         |         |         |         |         |         |         |

| Fecha 8                  | Fecha 8   | Fecha 8               | Fecha 8                 | Fecha 8     | Fecha 8 | Fecha 8 | Fecha 8 | Fecha 8 | Fecha 8 | Fecha 8 | Fecha 8 |
| Local                    | Resultado | Visitante             | Estadio                 | Fecha       | Hora    |         |         |         |         |         |         |
| ------------------------ | --------- | --------------------- | ----------------------- | ----------- | ------- | ------- | ------- | ------- | ------- | ------- | ------- |
| Gimnasia y Esgrima (CdU) | 2 - 0     | Central Córdoba (SdE) | Manuel y Ramón Núñez    | 19 de abril | 15:00   |         |         |         |         |         |         |
| Racing (O)               | 0 - 3     | Libertad (S)          | José Buglione Martinese | 19 de abril | 16:00   |         |         |         |         |         |         |
| Libre: Alvarado          |           |                       |                         |             |         |         |         |         |         |         |         |

| Fecha 9               | Fecha 9   | Fecha 9                  | Fecha 9            | Fecha 9     | Fecha 9 | Fecha 9 | Fecha 9 | Fecha 9 | Fecha 9 | Fecha 9 | Fecha 9 |
| Local                 | Resultado | Visitante                | Estadio            | Fecha       | Hora    |         |         |         |         |         |         |
| --------------------- | --------- | ------------------------ | ------------------ | ----------- | ------- | ------- | ------- | ------- | ------- | ------- | ------- |
| Central Córdoba (SdE) | 5 - 1     | Racing (O)               | Alfredo Terrera    | 23 de abril | 15:00   |         |         |         |         |         |         |
| Alvarado              | 1 - 0     | Gimnasia y Esgrima (CdU) | José María Minella | 24 de abril | 15:00   |         |         |         |         |         |         |
| Libre: Libertad (S)   |           |                          |                    |             |         |         |         |         |         |         |         |

| Fecha 10                        | Fecha 10  | Fecha 10              | Fecha 10                | Fecha 10    | Fecha 10 | Fecha 10 | Fecha 10 | Fecha 10 | Fecha 10 | Fecha 10 | Fecha 10 |
| Local                           | Resultado | Visitante             | Estadio                 | Fecha       | Hora     |          |          |          |          |          |          |
| ------------------------------- | --------- | --------------------- | ----------------------- | ----------- | -------- | -------- | -------- | -------- | -------- | -------- | -------- |
| Libertad (S)                    | 0 - 0     | Central Córdoba (SdE) | Hogar de los Tigres     | 27 de abril | 11:00    |          |          |          |          |          |          |
| Racing (O)                      | 0 - 2     | Alvarado              | José Buglione Martinese | 27 de abril | 11:10    |          |          |          |          |          |          |
| Libre: Gimnasia y Esgrima (CdU) |           |                       |                         |             |          |          |          |          |          |          |          |

#### Zona C

##### Tabla de posiciones final
| Pos | Equipo                          | Pts | PJ | PG | PE | PP | GF | GC | Dif |
| --- | ------------------------------- | --- | -- | -- | -- | -- | -- | -- | --- |
| 1.º | Chaco For Ever                  | 18  | 8  | 6  | 0  | 2  | 13 | 5  | 8   |
| 2.º | Sportivo Estudiantes (San Luis) | 12  | 8  | 3  | 3  | 2  | 8  | 7  | 1   |
| 3.º | Central Norte (Salta)           | 11  | 8  | 3  | 2  | 3  | 8  | 9  | -1  |
| 4.º | San Jorge (Tucumán)             | 8   | 8  | 2  | 2  | 4  | 6  | 9  | -3  |
| 5.º | Juventud Antoniana              | 7   | 8  | 2  | 1  | 5  | 7  | 12 | -5  |

|  | Clasificado a la tercera fase. |

##### Resultados
| Fecha 1                   | Fecha 1   | Fecha 1            | Fecha 1                       | Fecha 1     | Fecha 1 | Fecha 1 | Fecha 1 | Fecha 1 | Fecha 1 | Fecha 1 | Fecha 1 |
| Local                     | Resultado | Visitante          | Estadio                       | Fecha       | Hora    |         |         |         |         |         |         |
| ------------------------- | --------- | ------------------ | ----------------------------- | ----------- | ------- | ------- | ------- | ------- | ------- | ------- | ------- |
| Sportivo Estudiantes (SL) | 0 - 0     | San Jorge (T)      | Héctor Odicino - Pedro Benoza | 16 de marzo | 17:00   |         |         |         |         |         |         |
| Central Norte (S)         | 0 - 2     | Juventud Antoniana | Padre Ernesto Martearena      | 16 de marzo | 17:00   |         |         |         |         |         |         |
| Libre: Chaco For Ever     |           |                    |                               |             |         |         |         |         |         |         |         |

| Fecha 2                          | Fecha 2   | Fecha 2           | Fecha 2                  | Fecha 2     | Fecha 2 | Fecha 2 | Fecha 2 | Fecha 2 | Fecha 2 | Fecha 2 | Fecha 2 |
| Local                            | Resultado | Visitante         | Estadio                  | Fecha       | Hora    |         |         |         |         |         |         |
| -------------------------------- | --------- | ----------------- | ------------------------ | ----------- | ------- | ------- | ------- | ------- | ------- | ------- | ------- |
| San Jorge (T)                    | 3 - 2     | Central Norte (S) | Monumental José Fierro   | 22 de marzo | 17:00   |         |         |         |         |         |         |
| Juventud Antoniana               | 1 - 3     | Chaco For Ever    | Padre Ernesto Martearena | 22 de marzo | 22:00   |         |         |         |         |         |         |
| Libre: Sportivo Estudiantes (SL) |           |                   |                          |             |         |         |         |         |         |         |         |

| Fecha 3                   | Fecha 3   | Fecha 3                   | Fecha 3                  | Fecha 3     | Fecha 3 | Fecha 3 | Fecha 3 | Fecha 3 | Fecha 3 | Fecha 3 | Fecha 3 |
| Local                     | Resultado | Visitante                 | Estadio                  | Fecha       | Hora    |         |         |         |         |         |         |
| ------------------------- | --------- | ------------------------- | ------------------------ | ----------- | ------- | ------- | ------- | ------- | ------- | ------- | ------- |
| Chaco For Ever            | 2 - 1     | San Jorge (T)             | Juan Alberto García      | 26 de marzo | 21:30   |         |         |         |         |         |         |
| Central Norte (S)         | 1 - 1     | Sportivo Estudiantes (SL) | Padre Ernesto Martearena | 26 de marzo | 21:50   |         |         |         |         |         |         |
| Libre: Juventud Antoniana |           |                           |                          |             |         |         |         |         |         |         |         |

| Fecha 4                   | Fecha 4   | Fecha 4            | Fecha 4                       | Fecha 4     | Fecha 4 | Fecha 4 | Fecha 4 | Fecha 4 | Fecha 4 | Fecha 4 | Fecha 4 |
| Local                     | Resultado | Visitante          | Estadio                       | Fecha       | Hora    |         |         |         |         |         |         |
| ------------------------- | --------- | ------------------ | ----------------------------- | ----------- | ------- | ------- | ------- | ------- | ------- | ------- | ------- |
| Sportivo Estudiantes (SL) | 2 - 0     | Chaco For Ever     | Héctor Odicino - Pedro Benoza | 30 de marzo | 15:00   |         |         |         |         |         |         |
| San Jorge (T)             | 1 - 0     | Juventud Antoniana | Monumental José Fierro        | 30 de marzo | 16:00   |         |         |         |         |         |         |
| Libre: Central Norte (S)  |           |                    |                               |             |         |         |         |         |         |         |         |

| Fecha 5              | Fecha 5   | Fecha 5                   | Fecha 5                  | Fecha 5    | Fecha 5 | Fecha 5 | Fecha 5 | Fecha 5 | Fecha 5 | Fecha 5 | Fecha 5 |
| Local                | Resultado | Visitante                 | Estadio                  | Fecha      | Hora    |         |         |         |         |         |         |
| -------------------- | --------- | ------------------------- | ------------------------ | ---------- | ------- | ------- | ------- | ------- | ------- | ------- | ------- |
| Chaco For Ever       | 2 - 0     | Central Norte (S)         | Juan Alberto García      | 5 de abril | 21:00   |         |         |         |         |         |         |
| Juventud Antoniana   | 0 - 1     | Sportivo Estudiantes (SL) | Padre Ernesto Martearena | 5 de abril | 21:30   |         |         |         |         |         |         |
| Libre: San Jorge (T) |           |                           |                          |            |         |         |         |         |         |         |         |

| Fecha 6               | Fecha 6   | Fecha 6                   | Fecha 6                  | Fecha 6    | Fecha 6 | Fecha 6 | Fecha 6 | Fecha 6 | Fecha 6 | Fecha 6 | Fecha 6 |
| Local                 | Resultado | Visitante                 | Estadio                  | Fecha      | Hora    |         |         |         |         |         |         |
| --------------------- | --------- | ------------------------- | ------------------------ | ---------- | ------- | ------- | ------- | ------- | ------- | ------- | ------- |
| Juventud Antoniana    | 0 - 0     | Central Norte (S)         | Padre Ernesto Martearena | 8 de abril | 22:00   |         |         |         |         |         |         |
| San Jorge (T)         | 0 - 0     | Sportivo Estudiantes (SL) | Monumental José Fierro   | 9 de abril | 16:00   |         |         |         |         |         |         |
| Libre: Chaco For Ever |           |                           |                          |            |         |         |         |         |         |         |         |

| Fecha 7                          | Fecha 7   | Fecha 7            | Fecha 7                  | Fecha 7     | Fecha 7 | Fecha 7 | Fecha 7 | Fecha 7 | Fecha 7 | Fecha 7 | Fecha 7 |
| Local                            | Resultado | Visitante          | Estadio                  | Fecha       | Hora    |         |         |         |         |         |         |
| -------------------------------- | --------- | ------------------ | ------------------------ | ----------- | ------- | ------- | ------- | ------- | ------- | ------- | ------- |
| Chaco For Ever                   | 3 - 0     | Juventud Antoniana | Juan Alberto García      | 13 de abril | 18:00   |         |         |         |         |         |         |
| Central Norte (S)                | 2 - 0     | San Jorge (T)      | Padre Ernesto Martearena | 13 de abril | 18:30   |         |         |         |         |         |         |
| Libre: Sportivo Estudiantes (SL) |           |                    |                          |             |         |         |         |         |         |         |         |

| Fecha 8                   | Fecha 8   | Fecha 8           | Fecha 8                       | Fecha 8     | Fecha 8 | Fecha 8 | Fecha 8 | Fecha 8 | Fecha 8 | Fecha 8 | Fecha 8 |
| Local                     | Resultado | Visitante         | Estadio                       | Fecha       | Hora    |         |         |         |         |         |         |
| ------------------------- | --------- | ----------------- | ----------------------------- | ----------- | ------- | ------- | ------- | ------- | ------- | ------- | ------- |
| San Jorge (T)             | 0 - 1     | Chaco For Ever    | Monumental José Fierro        | 19 de abril | 16:00   |         |         |         |         |         |         |
| Sportivo Estudiantes (SL) | 1 - 2     | Central Norte (S) | Héctor Odicino - Pedro Benoza | 19 de abril | 21:00   |         |         |         |         |         |         |
| Libre: Juventud Antoniana |           |                   |                               |             |         |         |         |         |         |         |         |

| Fecha 9                  | Fecha 9   | Fecha 9                   | Fecha 9                  | Fecha 9     | Fecha 9 | Fecha 9 | Fecha 9 | Fecha 9 | Fecha 9 | Fecha 9 | Fecha 9 |
| Local                    | Resultado | Visitante                 | Estadio                  | Fecha       | Hora    |         |         |         |         |         |         |
| ------------------------ | --------- | ------------------------- | ------------------------ | ----------- | ------- | ------- | ------- | ------- | ------- | ------- | ------- |
| Juventud Antoniana       | 2 - 1     | San Jorge (T)             | Padre Ernesto Martearena | 22 de abril | 22:00   |         |         |         |         |         |         |
| Chaco For Ever           | 2 - 0     | Sportivo Estudiantes (SL) | Juan Alberto García      | 23 de abril | 21:00   |         |         |         |         |         |         |
| Libre: Central Norte (S) |           |                           |                          |             |         |         |         |         |         |         |         |

| Fecha 10                  | Fecha 10  | Fecha 10           | Fecha 10                      | Fecha 10    | Fecha 10 | Fecha 10 | Fecha 10 | Fecha 10 | Fecha 10 | Fecha 10 | Fecha 10 |
| Local                     | Resultado | Visitante          | Estadio                       | Fecha       | Hora     |          |          |          |          |          |          |
| ------------------------- | --------- | ------------------ | ----------------------------- | ----------- | -------- | -------- | -------- | -------- | -------- | -------- | -------- |
| Sportivo Estudiantes (SL) | 3 - 2     | Juventud Antoniana | Héctor Odicino - Pedro Benoza | 27 de abril | 16:00    |          |          |          |          |          |          |
| Central Norte (S)         | 1 - 0     | Chaco For Ever     | Padre Ernesto Martearena      | 27 de abril | 16:05    |          |          |          |          |          |          |
| Libre: San Jorge (T)      |           |                    |                               |             |          |          |          |          |          |          |          |

## Descenso
Se determinaron tres descensos al Torneo Federal B. A tal fin, se confeccionó para cada una de las zonas de la reválida una tabla general de posiciones, que constituyó la sumatoria de puntos de esa fase y de la primera. Descendieron los equipos que ocuparon la última posición de cada una de ellas. 
En el caso en que existió igualdad de puntos en el último puesto al término de la disputa, se aplicó el art. 111.º del Reglamento General de la AFA, que establece la realización de partido/s de desempate.

### Tabla general de posiciones de la zona A
| Pos | Equipo                  | 1a. F. | Rep. | Pts | PJ | PG | PE | PP |
| --- | ----------------------- | ------ | ---- | --- | -- | -- | -- | -- |
| 1.º | Cipolletti              | 32     | 14   | 46  | 30 | 13 | 7  | 10 |
| 2.º | Unión (Mar del Plata)   | 28     | 10   | 38  | 30 | 9  | 11 | 10 |
| 3.º | Deportivo Maipú         | 29     | 7    | 36  | 30 | 8  | 12 | 10 |
| 4.º | Gimnasia y Tiro (Salta) | 21     | 12   | 33  | 30 | 8  | 9  | 13 |
| 5.º | Rivadavia (Lincoln)     | 15     | 9    | 24  | 30 | 6  | 6  | 18 |

|  | Descendió al Torneo Federal B. |

### Tabla general de posiciones de la zona B
| Pos | Equipo                                      | 1a. F. | Rep. | Pts | PJ | PG | PE | PP |
| --- | ------------------------------------------- | ------ | ---- | --- | -- | -- | -- | -- |
| 1.º | Central Córdoba (Santiago del Estero)       | 31     | 15   | 46  | 30 | 12 | 10 | 8  |
| 2.º | Libertad (Sunchales)                        | 30     | 12   | 42  | 30 | 9  | 15 | 6  |
| 3.º | Alvarado                                    | 27     | 12   | 39  | 30 | 9  | 12 | 9  |
| 4.º | Gimnasia y Esgrima (Concepción del Uruguay) | 25     | 10   | 35  | 30 | 9  | 8  | 13 |
| 5.º | Racing (Olavarría)                          | 18     | 2    | 20  | 30 | 4  | 8  | 18 |

|  | Descendió al Torneo Federal B. |

### Tabla general de posiciones de la zona C
| Pos | Equipo                          | 1a. F. | Rep. | Pts | PJ | PG | PE | PP |
| --- | ------------------------------- | ------ | ---- | --- | -- | -- | -- | -- |
| 1.º | Chaco For Ever                  | 21     | 18   | 39  | 30 | 9  | 12 | 9  |
| 1.º | San Jorge (Tucumán)             | 31     | 8    | 39  | 30 | 11 | 6  | 13 |
| 1.º | Sportivo Estudiantes (San Luis) | 27     | 12   | 39  | 30 | 10 | 9  | 11 |
| 4.º | Juventud Antoniana              | 30     | 7    | 37  | 30 | 9  | 10 | 11 |
| 5.º | Central Norte (Salta)           | 26     | 11   | 37  | 30 | 9  | 10 | 11 |

|  | Descendió al Torneo Federal B. |

#### Partido de desempate
| Juventud Antoniana                               | (5) 0 - 0 (3) | Central Norte (S) | Padre E. Martearena | 3 de mayo | 15:00 |
| Central Norte (S) descendió al Torneo Federal B. |               |                   |                     |           |       |

## Tercera a sexta fase

### Tabla de ordenamiento
A los efectos de la programación de los partidos, los equipos fueron ordenados según su actuación en la segunda fase, numerándolos del 1.º al 14.º. Los ocho clubes provenientes del nonagonal ocuparon las posiciones del 1.º al 8.º, y los de la reválida del 9.º al 14.º.
| Pos  | Equipo                                 | Pts | PJ | PG | PE | PP | GF | GC | Dif |
| ---- | -------------------------------------- | --- | -- | -- | -- | -- | -- | -- | --- |
| 1.º  | CAI                                    | 17  | 8  | 5  | 2  | 1  | 19 | 9  | 10  |
| 2.º  | Guaraní Antonio Franco                 | 13  | 8  | 4  | 1  | 3  | 15 | 16 | -1  |
| 3.º  | Defensores de Belgrano (Villa Ramallo) | 12  | 8  | 4  | 0  | 4  | 10 | 15 | -5  |
| 4.º  | San Martín (Tucumán)                   | 11  | 8  | 3  | 2  | 3  | 14 | 10 | 4   |
| 5.º  | Guillermo Brown                        | 9   | 8  | 2  | 3  | 3  | 8  | 13 | -5  |
| 6.º  | Tiro Federal (Rosario)                 | 8   | 8  | 2  | 2  | 4  | 9  | 12 | -3  |
| 7.º  | Juventud Unida Universitario           | 7   | 8  | 2  | 1  | 5  | 11 | 15 | -4  |
| 8.º  | Juventud Unida (Gualeguaychú)          | 5   | 8  | 1  | 2  | 5  | 7  | 12 | -5  |
| 9.º  | Chaco For Ever                         | 18  | 8  | 6  | 0  | 2  | 13 | 5  | 8   |
| 10.º | Central Córdoba (Santiago del Estero)  | 15  | 8  | 4  | 3  | 1  | 12 | 6  | 6   |
| 11.º | Cipolletti                             | 14  | 8  | 4  | 2  | 2  | 7  | 8  | -1  |
| 12.º | Gimnasia y Tiro (Salta)                | 12  | 8  | 3  | 3  | 2  | 11 | 7  | 4   |
| 13.º | Libertad (Sunchales)                   | 12  | 8  | 2  | 6  | 0  | 10 | 6  | 4   |
| 14.º | Sportivo Estudiantes (San Luis)        | 12  | 8  | 3  | 3  | 2  | 8  | 7  | 1   |

### Tercera fase
Estuvo integrada por los cuatro equipos que ocuparon las posiciones 4.º al 9.º en el nonagonal, y los seis provenientes de la fase repechaje. Se disputó por eliminación directa a doble partido, haciendo de local en el primer partido los que ocuparon las peores posiciones. Los seis ganadores clasificaron a la cuarta fase. En caso de empate en puntos y diferencia de gol al finalizar la llave, los equipos mejor ubicados en la tabla de ordenamiento fueron los clasificados.

#### Enfrentamientos
| Llave | Equipo 1                     | Global | Equipo 2                  |
| ----- | ---------------------------- | ------ | ------------------------- |
| 1     | Defensores de Belgrano (VR)  | 4 - 5  | Sportivo Estudiantes (SL) |
| 2     | San Martín (T)               | 4 - 2  | Libertad (S)              |
| 3     | Guillermo Brown1             | 3 - 3  | Gimnasia y Tiro (S)       |
| 4     | Tiro Federal (R)             | 3 - 2  | Cipolletti                |
| 5     | Juventud Unida Universitario | 3 - 0  | Central Córdoba (SdE)     |
| 6     | Juventud Unida (G)           | 5 - 2  | Chaco For Ever            |

|  | Clasificado a la cuarta fase. |

1: Clasificado por ventaja deportiva.

#### Resultados
| Central Córdoba (SdE)     | 0 - 2 | Juventud Unida Universitario | Alfredo Terrera               | 4 de mayo | 15:30 |
| Cipolletti                | 2 - 0 | Tiro Federal (R)             | La Visera de Cemento          | 4 de mayo | 16:00 |
| Sportivo Estudiantes (SL) | 1 - 2 | Defensores de Belgrano (VR)  | Héctor Odicino - Pedro Benoza | 4 de mayo | 16:00 |
| Gimnasia y Tiro (S)       | 2 - 1 | Guillermo Brown              | El Gigante del Norte          | 4 de mayo | 18:00 |
| Libertad (S)              | 1 - 2 | San Martín (T)               | Hogar de los Tigres           | 4 de mayo | 18:30 |
| Chaco For Ever            | 1 - 1 | Juventud Unida (G)           | Juan Alberto García           | 4 de mayo | 19:30 |

| Defensores de Belgrano (VR)  | 2 - 4 | Sportivo Estudiantes (SL) | Salomón Boeseldín   | 9 de mayo  | 20:00 |
| Tiro Federal (R)             | 3 - 0 | Cipolletti                | Fortín de Ludueña   | 10 de mayo | 11:05 |
| Guillermo Brown              | 2 - 1 | Gimnasia y Tiro (S)       | Raúl Conti          | 10 de mayo | 15:00 |
| Juventud Unida (G)           | 4 - 1 | Chaco For Ever            | De los Eucaliptus   | 10 de mayo | 15:05 |
| Juventud Unida Universitario | 1 - 0 | Central Córdoba (SdE)     | Juan Gilberto Funes | 10 de mayo | 16:00 |
| San Martín (T)               | 2 - 1 | Libertad (S)              | La Ciudadela        | 10 de mayo | 20:15 |

### Cuadro de desarrollo
|  | Cuartos de final             | Cuartos de final             | Cuartos de final             |   |                        | Semifinales      | Semifinales      | Semifinales      |  |  | Final                  | Final          | Final          |
|  | 14 al 19 de mayo             | 14 al 19 de mayo             | 14 al 19 de mayo             |   |                        | 24 al 29 de mayo | 24 al 29 de mayo | 24 al 29 de mayo |  |  | 2 y 8 de junio         | 2 y 8 de junio | 2 y 8 de junio |
|  |                              |                              |                              |   |                        |                  |                  |                  |  |  |                        |                |                |
|  | Guaraní Antonio Franco       | 1                            | 4                            |   |                        |                  |                  |                  |  |  |                        |                |                |
|  | Juventud Unida (G)           | 3                            | 0                            |   |                        |                  |                  |                  |  |  |                        |                |                |
|  | Juventud Unida (G)           | 3                            | 0                            |   | Guaraní Antonio Franco | 2                | 1                |                  |  |  |                        |                |                |
|  |                              |                              |                              |   | Guaraní Antonio Franco | 2                | 1                |                  |  |  |                        |                |                |
|  |                              | Tiro Federal (R)             | 1                            | 2 |                        |                  |                  |                  |  |  |                        |                |                |
|  | Guillermo Brown              | Tiro Federal (R)             | 1                            | 2 | 0                      | 1                |                  |                  |  |  |                        |                |                |
|  | Guillermo Brown              |                              |                              |   | 0                      | 1                |                  |                  |  |  |                        |                |                |
|  | Tiro Federal (R)             | 1                            | 1                            |   |                        |                  |                  |                  |  |  |                        |                |                |
|  |                              |                              |                              |   |                        |                  |                  |                  |  |  | Guaraní Antonio Franco | 1              | 1              |
|  |                              |                              | Juventud Unida Universitario | 2 | 0                      |                  |                  |                  |  |  |                        |                |                |
|  | CAI                          | 1                            | 3                            |   |                        |                  |                  |                  |  |  |                        |                |                |
|  | Sportivo Estudiantes (SL)    | 2                            | 2                            |   |                        |                  |                  |                  |  |  |                        |                |                |
|  | Sportivo Estudiantes (SL)    | 2                            | 2                            |   | CAI                    | 1                | 1                |                  |  |  |                        |                |                |
|  |                              |                              |                              |   | CAI                    | 1                | 1                |                  |  |  |                        |                |                |
|  |                              | Juventud Unida Universitario | 2                            | 1 |                        |                  |                  |                  |  |  |                        |                |                |
|  | San Martín (T)               | Juventud Unida Universitario | 2                            | 1 | 0                      | 1                |                  |                  |  |  |                        |                |                |
|  | San Martín (T)               |                              |                              |   | 0                      | 1                |                  |                  |  |  |                        |                |                |
|  | Juventud Unida Universitario | 1                            | 1                            |   |                        |                  |                  |                  |  |  |                        |                |                |

### Cuarta fase
Estuvo integrada por los clubes clasificados en las posiciones 2.º y 3.º del nonagonal y los seis ganadores de la tercera fase. Se disputó por eliminación directa, a doble partido. En caso de empate en puntos y diferencia de goles al finalizar esta fase, los que ocuparon las posiciones 2.º, 3.º, G1 y G2 fueron los que clasificaron a la quinta.

#### Enfrentamientos
| Llave | Equipo 1               | Global | Equipo 2                  |
| ----- | ---------------------- | ------ | ------------------------- |
| 1     | CAI1                   | 4 - 4  | Sportivo Estudiantes (SL) |
| 2     | San Martín (T)         | 1 - 2  | Juventud U. U.            |
| 3     | Guaraní Antonio Franco | 5 - 3  | Juventud Unida (G)        |
| 4     | Guillermo Brown        | 1 - 2  | Tiro Federal (R)          |

|  | Clasificado a la quinta fase. |

1: Clasificado por ventaja deportiva.

#### Resultados
| Tiro Federal (R)          | 1 - 0 | Guillermo Brown        | Fortín de Ludueña             | 14 de mayo | 11:05 |
| Juventud Unida (G)        | 3 - 1 | Guaraní Antonio Franco | De los Eucaliptus             | 14 de mayo | 14:00 |
| Sportivo Estudiantes (SL) | 2 - 1 | CAI                    | Héctor Odicino - Pedro Benoza | 14 de mayo | 16:05 |
| Juventud U. U.            | 1 - 0 | San Martín (T)         | Mario Sebastián Diez          | 14 de mayo | 21:30 |

| Guillermo Brown        | 1 - 1 | Tiro Federal (R)          | Raúl Conti                      | 18 de mayo | 15:00 |
| CAI                    | 3 - 2 | Sportivo Estudiantes (SL) | Municipal de Comodoro Rivadavia | 18 de mayo | 15:00 |
| Guaraní Antonio Franco | 4 - 0 | Juventud Unida (G)        | Clemente A. F. de Oliveira      | 18 de mayo | 15:30 |
| San Martín (T)         | 1 - 1 | Juventud U. U.            | La Ciudadela                    | 19 de mayo | 21:15 |

### Quinta fase
Estuvo integrada por los cuatro clasificados de la cuarta fase y se disputó por eliminación directa, a doble partido, haciendo de local en el primer encuentro los equipos que ocuparon las posiciones 3 y 4. Las posiciones se asignaron de acuerdo con el ordenamiento establecido en la fase anterior. Los enfrentamientos fueron 1 vs. 4 y 2 vs. 3, y clasificaron a la sexta fase los dos ganadores. En caso de empate en puntos y diferencia de goles al finalizar esta fase, los que ocupaban las posiciones 1 y 2 pasaron a la sexta.

#### Enfrentamientos
| Llave | Equipo 1                | Global | Equipo 2         |
| ----- | ----------------------- | ------ | ---------------- |
| 1     | CAI                     | 2 - 3  | Juventud U. U.   |
| 2     | Guaraní Antonio Franco1 | 3 - 3  | Tiro Federal (R) |

|  | Clasificado a la sexta fase. |

1: Clasificado por ventaja deportiva.

#### Resultados
| Tiro Federal (R) | 1 - 2 | Guaraní Antonio Franco | Fortín de Ludueña    | 24 de mayo | 11:00 |
| Juventud U. U.   | 2 - 1 | CAI                    | Mario Sebastián Diez | 25 de mayo | 20:20 |

| Guaraní Antonio Franco | 1 - 2 | Tiro Federal (R) | Clemente A. F. de Oliveira      | 28 de mayo | 21:00 |
| CAI                    | 1 - 1 | Juventud U. U.   | Municipal de Comodoro Rivadavia | 29 de mayo | 15:05 |

### Sexta fase
Estuvo integrada por los dos clasificados de la quinta fase y se disputó por eliminación directa, a doble partido, haciendo de local en el primer encuentro el equipo ubicado en la posición 2. Las posiciones se asignaron de acuerdo con el ordenamiento establecido en la quinta fase. En caso de empate en puntos y diferencia de goles ascendía a la Primera B Nacional el club ubicado en la primera posición.
| Equipo 1               | Global | Equipo 2                     |
| ---------------------- | ------ | ---------------------------- |
| Guaraní Antonio Franco | 2 - 2  | Juventud Unida Universitario |

|  | Ascendió a la Primera B Nacional por ventaja deportiva. |

| Juventud U. U. | 2 - 1 | Guaraní Antonio Franco | Mario Sebastián Diez | 2 de junio | 21:30 |

| Guaraní Antonio Franco | 1 - 0 | Juventud U. U. | Clemente A. F. de Oliveira | 8 de junio | 19:00 |

## Goleadores
| Pos. | Jugador              | Jugador               | Goles | Equipo                 |
| ---- | -------------------- | --------------------- | ----- | ---------------------- |
| 1.º  | Bandera de Argentina | Fernando Zampedri     | 22    | Guillermo Brown        |
| 2.º  | Bandera de Argentina | Mauro Villegas        | 21    | CAI                    |
| 3.º  | Bandera de Argentina | Jorge Piñero Da Silva | 17    | CAI                    |
| 3.º  | Bandera de Argentina | Pablo Vilchez         | 17    | Ramón Santamarina      |
| 3.º  | Bandera de Argentina | Aldo Visconti         | 17    | Chaco For Ever         |
| 4.º  | Bandera de Argentina | Oscar Altamirano      | 16    | Central Norte (S)      |
| 5.º  | Bandera de Argentina | Cristian Barinaga     | 15    | Guaraní Antonio Franco |